# 蒲郡市
蒲郡市（がまごおりし）は、愛知県の東三河地方にある市。
三河湾に面する観光都市。ボートレース蒲郡、リゾート施設のラグーナテンボスやテーマパークのラグナシア、西浦温泉、三谷温泉、形原温泉、蒲郡温泉の4つの温泉街などがある。また温室みかんで知られる蒲郡みかんの産地である。

## 概要
蒲郡市は1954年（昭和29年）4月1日、愛知県で15番目の市として市制施行された。市名は蒲形村と西之郡村（現在の市中心部）から一文字ずつ取った合成地名である。渥美半島と知多半島に囲まれた温暖な気候であり、沿岸一帯が三河湾国定公園に指定されている。

## 地理

蒲郡市中心部周辺の空中写真。三河湾沿いに市街地が広がる。
2010年8月18日撮影の42枚を合成作成。。

蒲郡市の南は風光明媚な三河湾に面する。他の三方は五井山や遠望峰山、御堂山、三ヶ根山などの山々に囲まれている。中心部に三河湾国定公園の代表的な名所である竹島、西部に三ヶ根山、加えて西浦温泉、三谷温泉、形原温泉、蒲郡温泉の4つの温泉街がある。
市内には拾石川、落合川、西田川、力川、紫川の5本の二級河川があるが、いずれも延長3km未満で幅員5メートルに達しない。

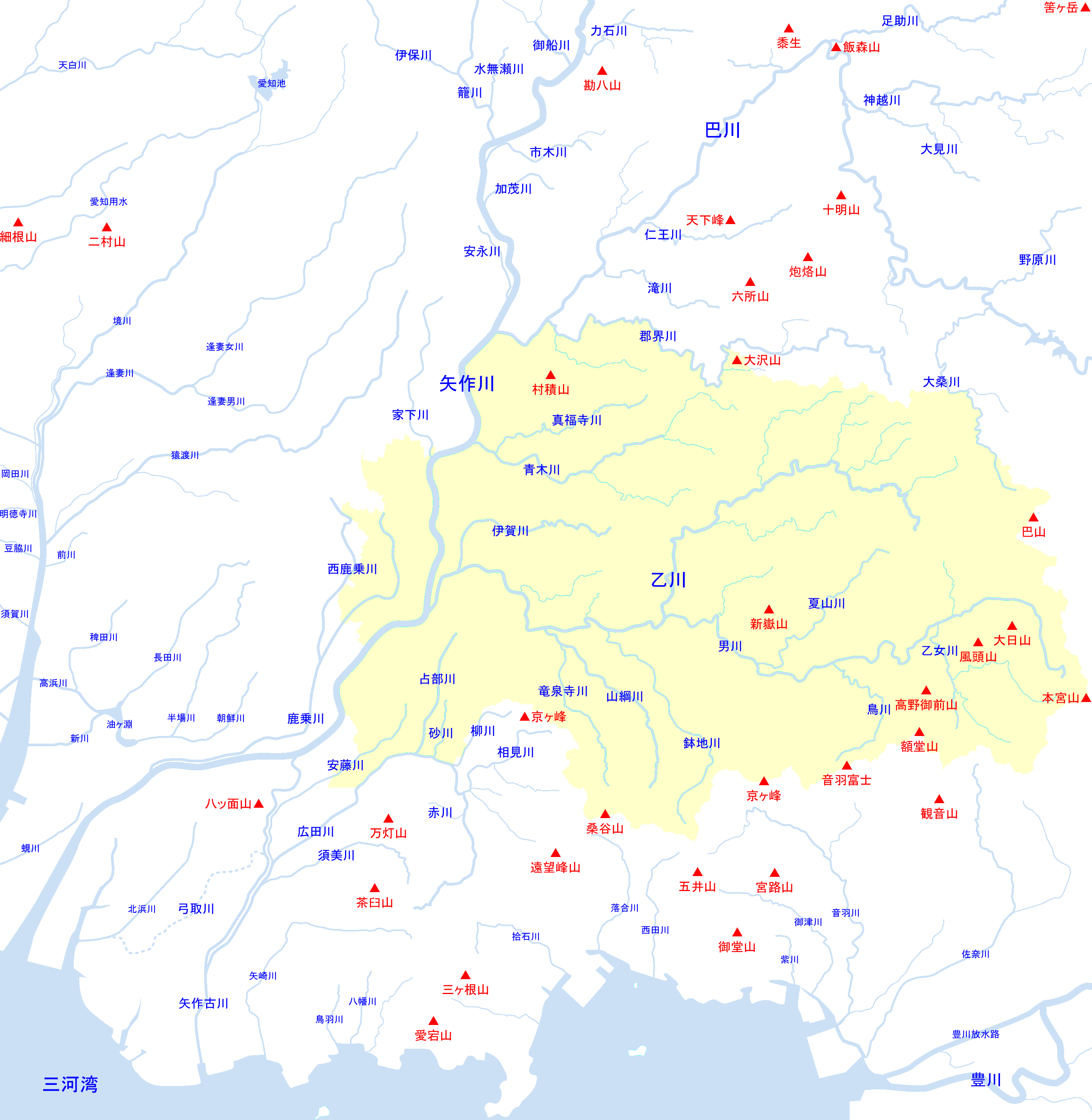
岡崎市周辺の地理

### 地名
旧蒲郡町・三谷町・塩津村の区域では市制施行時に、旧大塚村・形原町・西浦町の区域では蒲郡市編入とともにそれぞれ町名が設置されている。
- 府相町(旧蒲郡町府相)
- 小江町(旧蒲郡町小江、1966年廃止)
- 新井形町(旧蒲郡町新井形)
- 蒲郡町(旧蒲郡町蒲郡)
- 神ノ郷町(旧蒲郡町神ノ郷)
- 平田町(旧蒲郡町平田)
- 五井町(旧蒲郡町五井)
- 豊岡町(旧蒲郡町牧山)
- 水竹町(旧蒲郡町水竹)
- 坂本町(旧蒲郡町坂本)
- 清田町(旧蒲郡町清田)
- 三谷町(旧三谷町)
- 西迫町(旧塩津村西迫)
- 柏原町(旧塩津村柏原)
- 竹谷町(旧塩津村竹谷)
- 拾石町(旧塩津村拾石)
- 鹿島町(旧塩津村鹿島)
- 大塚町(旧大塚村大塚)
- 相楽町(旧大塚村相楽)
- 一色町(旧形原町一色)
- 金平町(旧形原町金平)
- 形原町(旧形原町形原)
- 西浦町(旧西浦町)

住居表示により成立
- 八百富町(1965年、蒲郡町・小江町・府相町の各一部より成立)
- 神明町(1965年、蒲郡町・小江町・府相町の各一部より成立)
- 宝町(1965年、蒲郡町・小江町の各一部より成立)
- 元町(1965年、蒲郡町・小江町の各一部より成立)
- 新井町(1965年、蒲郡町・水竹町・新井形町の各一部より成立)
- 本町(1965年、蒲郡町の一部より成立)
- 上本町(1965年、蒲郡町・水竹町の各一部より成立)
- 中央本町(1965年、蒲郡町の一部より成立)
- 御幸町(1965年、蒲郡町の一部より成立)
- 宮成町(1965年、蒲郡町の一部より成立)
- 緑町(1965年、蒲郡町の一部より成立)
- 旭町(1965年、蒲郡町の一部より成立)
- 丸山町(1966年、府相町の一部より成立)
- 竹島町(1966年、府相町の一部より成立)
- 松原町(1966年、府相町の一部より成立)
- 港町(1966年、蒲郡町・小江町・府相町の各一部より成立)
- 栄町(1966年、蒲郡町・竹谷町・神ノ郷町の各一部より成立)
- 浜町(1969年、埋立地より成立)
- 三谷北通(1973年、三谷町・豊岡町の各一部より成立)
- 海陽町(埋立地より成立)
- 八百富町1～3丁目（2021年、八百富町の一部より成立）
- 新井形町南（2021年、新井形町、蒲郡町の各一部より成立）
- 新井町南（2021年、新井町の一部より成立）
- 神明町東（2021年、神明町の一部より成立）
- 本町東（2021年、本町の一部より成立）

### 気候
| 蒲郡（1991年 - 2020年）の気候      | 蒲郡（1991年 - 2020年）の気候 | 蒲郡（1991年 - 2020年）の気候 | 蒲郡（1991年 - 2020年）の気候 | 蒲郡（1991年 - 2020年）の気候 | 蒲郡（1991年 - 2020年）の気候 | 蒲郡（1991年 - 2020年）の気候 | 蒲郡（1991年 - 2020年）の気候 | 蒲郡（1991年 - 2020年）の気候 | 蒲郡（1991年 - 2020年）の気候 | 蒲郡（1991年 - 2020年）の気候 | 蒲郡（1991年 - 2020年）の気候 | 蒲郡（1991年 - 2020年）の気候 | 蒲郡（1991年 - 2020年）の気候 |
| 月                                 | 1月                           | 2月                           | 3月                           | 4月                           | 5月                           | 6月                           | 7月                           | 8月                           | 9月                           | 10月                          | 11月                          | 12月                          | 年                            |
| ---------------------------------- | ----------------------------- | ----------------------------- | ----------------------------- | ----------------------------- | ----------------------------- | ----------------------------- | ----------------------------- | ----------------------------- | ----------------------------- | ----------------------------- | ----------------------------- | ----------------------------- | ----------------------------- |
| 最高気温記録 °C （°F）             | 18.4 (65.1)                   | 22.1 (71.8)                   | 24.8 (76.6)                   | 29.7 (85.5)                   | 33.2 (91.8)                   | 37.6 (99.7)                   | 38.4 (101.1)                  | 38.7 (101.7)                  | 37.2 (99)                     | 32.2 (90)                     | 26.7 (80.1)                   | 23.0 (73.4)                   | 38.7 (101.7)                  |
| 平均最高気温 °C （°F）             | 9.9 (49.8)                    | 10.9 (51.6)                   | 14.4 (57.9)                   | 19.5 (67.1)                   | 23.9 (75)                     | 26.6 (79.9)                   | 30.5 (86.9)                   | 32.3 (90.1)                   | 28.8 (83.8)                   | 23.4 (74.1)                   | 17.9 (64.2)                   | 12.4 (54.3)                   | 20.9 (69.6)                   |
| 日平均気温 °C （°F）               | 5.6 (42.1)                    | 6.2 (43.2)                    | 9.4 (48.9)                    | 14.5 (58.1)                   | 18.9 (66)                     | 22.2 (72)                     | 26.1 (79)                     | 27.4 (81.3)                   | 24.2 (75.6)                   | 18.9 (66)                     | 13.4 (56.1)                   | 8.1 (46.6)                    | 16.3 (61.3)                   |
| 平均最低気温 °C （°F）             | 1.9 (35.4)                    | 2.1 (35.8)                    | 5.0 (41)                      | 10.1 (50.2)                   | 14.9 (58.8)                   | 18.8 (65.8)                   | 22.9 (73.2)                   | 24.0 (75.2)                   | 20.8 (69.4)                   | 15.3 (59.5)                   | 9.6 (49.3)                    | 4.4 (39.9)                    | 12.5 (54.5)                   |
| 最低気温記録 °C （°F）             | −5.5 (22.1)                   | −6.0 (21.2)                   | −1.8 (28.8)                   | 1.1 (34)                      | 6.0 (42.8)                    | 12.8 (55)                     | 16.5 (61.7)                   | 17.9 (64.2)                   | 12.5 (54.5)                   | 6.1 (43)                      | 1.2 (34.2)                    | −2.7 (27.1)                   | −6.0 (21.2)                   |
| 降水量 mm （inch）                 | 58.8 (2.315)                  | 67.0 (2.638)                  | 128.1 (5.043)                 | 139.3 (5.484)                 | 160.9 (6.335)                 | 193.3 (7.61)                  | 193.6 (7.622)                 | 124.5 (4.902)                 | 230.7 (9.083)                 | 187.6 (7.386)                 | 90.0 (3.543)                  | 57.4 (2.26)                   | 1,631.2 (64.22)               |
| 平均降水日数 （≥1.0 mm）           | 5.7                           | 6.3                           | 9.4                           | 9.6                           | 9.9                           | 12.0                          | 11.0                          | 7.4                           | 10.7                          | 10.2                          | 6.5                           | 6.2                           | 105.0                         |
| 平均月間日照時間                   | 181.0                         | 175.8                         | 201.3                         | 204.7                         | 212.7                         | 152.3                         | 181.8                         | 223.2                         | 168.4                         | 169.4                         | 168.0                         | 179.8                         | 2,218.5                       |
| 出典1：Japan Meteorological Agency |                               |                               |                               |                               |                               |                               |                               |                               |                               |                               |                               |                               |                               |
| 出典2：気象庁                      |                               |                               |                               |                               |                               |                               |                               |                               |                               |                               |                               |                               |                               |

### 人口
| |                                        |  |
| 蒲郡市と全国の年齢別人口分布（2005年） | 蒲郡市の年齢・男女別人口分布（2005年） |  |
| ■紫色 ― 蒲郡市 ■緑色 ― 日本全国 | ■青色 ― 男性 ■赤色 ― 女性              |  |
| 蒲郡市（に相当する地域）の人口の推移 \| 1970年（昭和45年） \| 82,868人 \| \| \| 1975年（昭和50年） \| 85,282人 \| \| \| 1980年（昭和55年） \| 85,294人 \| \| \| 1985年（昭和60年） \| 85,580人 \| \| \| 1990年（平成2年） \| 84,819人 \| \| \| 1995年（平成7年） \| 83,730人 \| \| \| 2000年（平成12年） \| 82,108人 \| \| \| 2005年（平成17年） \| 82,108人 \| \| \| 2010年（平成22年） \| 82,249人 \| \| \| 2015年（平成27年） \| 81,100人 \| \| \| 2020年（令和2年） \| 79,538人 \| \| |                                        |  |
| 総務省統計局 国勢調査より |                                        |  |
| 1970年（昭和45年） | 82,868人                               |  |
| 1975年（昭和50年） | 85,282人                               |  |
| 1980年（昭和55年） | 85,294人                               |  |
| 1985年（昭和60年） | 85,580人                               |  |
| 1990年（平成2年） | 84,819人                               |  |
| 1995年（平成7年） | 83,730人                               |  |
| 2000年（平成12年） | 82,108人                               |  |
| 2005年（平成17年） | 82,108人                               |  |
| 2010年（平成22年） | 82,249人                               |  |
| 2015年（平成27年） | 81,100人                               |  |
| 2020年（令和2年） | 79,538人                               |  |

- 1954年4月1日（市制施行） - 48,522人・8,272世帯
- 1955年10月1日（大塚村合併） - 51,902人・9,577世帯
- 1960年10月1日（第9回国勢調査） - 55,926人・10,574世帯
- 1962年4月1日（形原町合併） - 69,772人・13,383世帯
- 1963年4月1日（西浦町合併） - 81,046人・15,459世帯
- 1965年10月1日（第10回国勢調査） - 81,112人・17,492世帯
- 1970年10月1日（第11回国勢調査） - 82,870人・19,729世帯
- 1975年10月1日（第12回国勢調査） - 85,282人・21,316世帯
- 1980年10月1日（第13回国勢調査） - 85,294人・22,711世帯
- 1985年10月1日（第14回国勢調査） - 85,586人・23,390世帯
- 1990年10月1日（第15回国勢調査） - 84,819人・24,173世帯
- 1995年10月1日（第16回国勢調査） - 83,730人・24,956世帯
- 2000年10月1日（第17回国勢調査） - 82,108人・25,772世帯
- 2005年10月1日（第18回国勢調査） - 82,108人・27,644世帯 - 5年前の調査と全く人口が同じ。
- 2010年10月1日（第19回国勢調査） - 82,249人・28,864世帯
- 2015年10月1日（第20回国勢調査） - 81,100人・29,950世帯
- 2020年10月1日（第21回国勢調査） - 79,538人・30,970世帯

### 隣接する自治体
愛知県
- 岡崎市
- 豊川市
- 西尾市
- 額田郡幸田町

## 歴史

### 概要

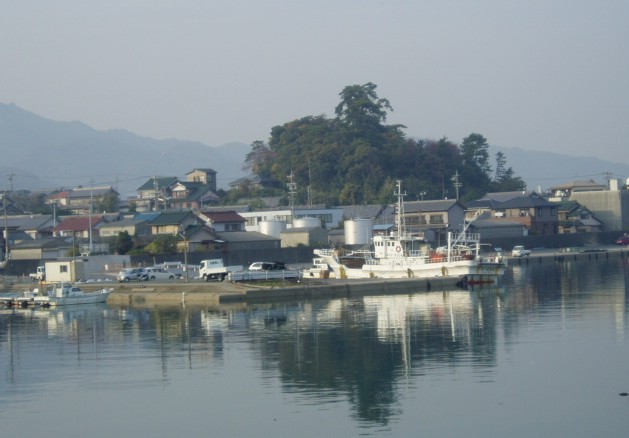
形原城跡遠景

形原遺跡は縄文時代早期の遺跡である。また蒲郡市内各所から弥生土器が見つかっており、神ノ郷の赤日子神社周辺では、弥生時代の大規模環濠集落の跡である赤日子遺跡が発掘されている。6世紀中頃の古墳時代には、五井山麓に横穴式石室をもつ円墳・権現山古墳が築造されるなどした。かつて西郡（にしのごおり）と称された蒲郡市に関する最も古い史料として、7世紀後半から8世紀の木簡に、方原（今の形原）、美養（今の三谷）の地名が見える。平安時代、12世紀に3年半ほど三河の国司を務めた歌人藤原俊成は遥任と考えられているが、当地に屋敷を構えて荘園、蒲形荘・竹谷荘を開発し、琵琶湖竹生島から勧請した八百富神社を竹島に創建したなどとも伝わる。のちに藤原俊成から熊野三山（和歌山県南部）に竹谷荘、蒲形荘が寄進され、熊野別当湛快やその娘婿で、平清盛の弟でもある平忠度などが領して、熊野系武士団の形成や熊野系神社の創建、熊野地方との海上交通がなされた。
源平合戦で平忠度が戦死すると平家没官領となったが、合戦末期に熊野水軍の源氏方加担などに対する恩賞的に、源頼朝により熊野山領に戻された。12世紀後半には熊野別当系で、将軍源頼朝の叔父にあたる源行家により五井城が築かれた。鎌倉時代に入ると、初代三河守護安達盛長により、八劔神社社殿の造営や、三河七御堂の五井長泉寺及び大塚丹野御堂の建立がなされた。やがて藤原氏系荘官で、湛快の子孫にあたる熊野出身の鵜殿氏が上ノ郷城等を拠点として支配地としていた。室町時代、大塚に、のちの三河牧野氏臣下牛久保六騎岩瀬氏につながる岩瀬忠家により中島城が造られた。応仁の乱が始まると、三河守護細川成之の命で御堂山に丹野城が築かれたが、わずか1年で西軍一色氏被官三河牧野氏により落とされた。戦国時代になると岩津城（岡崎市岩津町）の松平氏宗家第三代松平信光は、当地にまで勢力を伸ばし、子を分立して竹谷松平家、形原松平家、五井松平家が置かれ、形原城等が築かれた。その後鵜殿松平家も置かれたとされる。
やがて松平氏が駿河の戦国大名今川義元の傘下となると、鵜殿氏も今川氏被官となる。徳川家康が岡崎城に入り松平氏が今川氏から自立すると、鵜殿氏は分裂し、今川方に残った上ノ郷城の本家鵜殿長照は、上ノ郷城の戦いで竹谷松平家松平清善や徳川家康率いる甲賀忍者らに討たれた。一方、早期に家康に帰順した下ノ郷鵜殿氏はそのまま残った。長存寺はこの下ノ郷鵜殿氏の菩提寺である。上ノ郷城には鵜殿氏に代わって、家康生母於大の方の再婚相手・久松俊勝が入り、安楽寺を菩提寺とした。以降久松氏が当地を治めたが、安土桃山時代には、徳川家康の関東移封に伴って、豊臣家臣の吉田城（愛知県豊橋市）主池田輝政が上ノ郷城を有した。江戸時代には蒲形に町ができ、西郡の町と呼ばれた。現在の市域の多くは旗本・寺社領であり、一部が岡崎藩や、竹谷松平家等が治めた三河吉田藩（豊橋藩）、形原松平家が治めた形原藩の領地であった。また、のちに竹谷松平家が西郡5000石を領し、蒲形陣屋を築いた。産業では、三河木綿の生産や、平安時代以降衰退していた製塩が盛んになり、平坂街道を利用した商業も行われた。

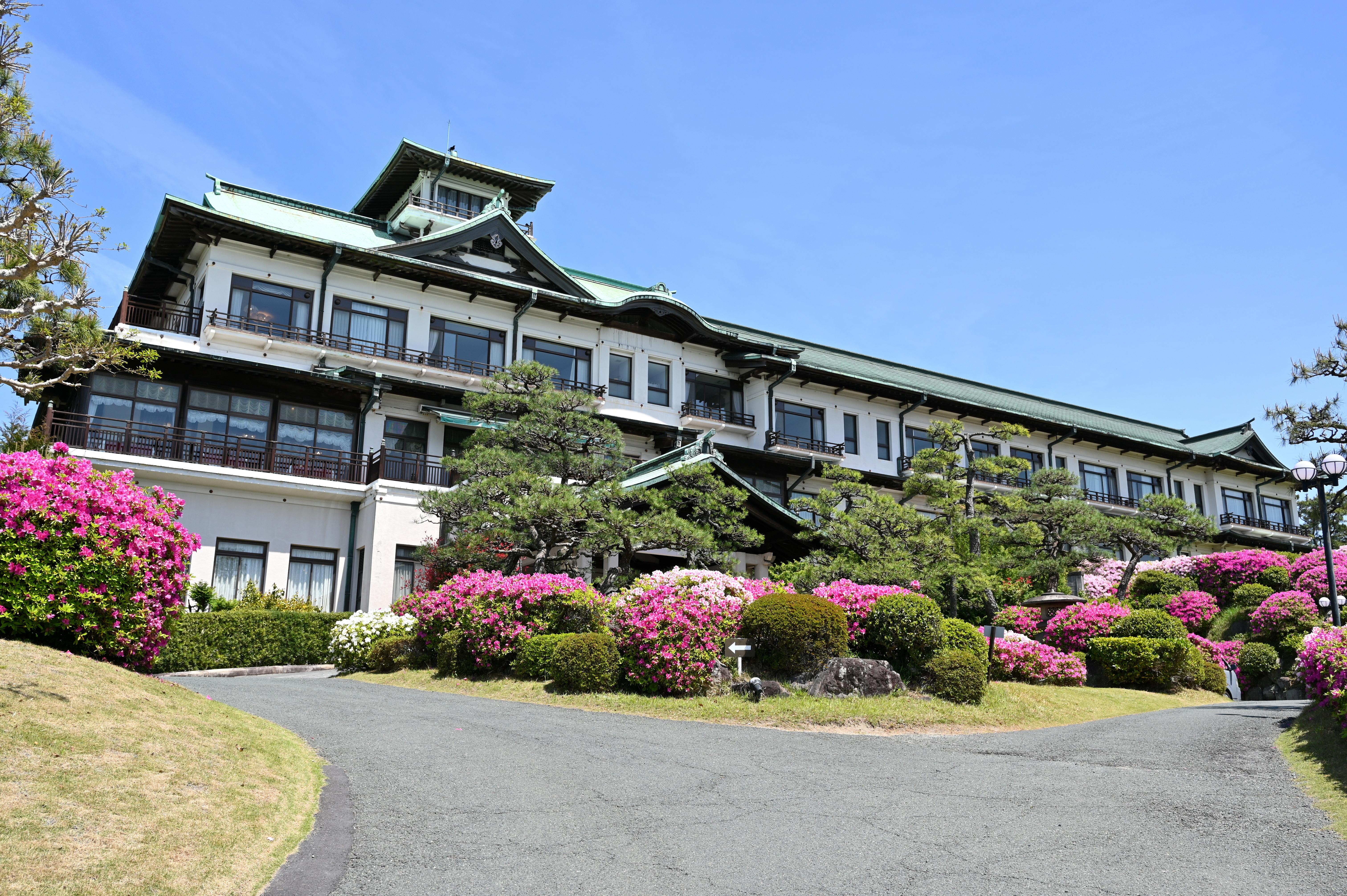
蒲郡クラシックホテル（旧 蒲郡ホテル）

1912年（明治45年）、三河湾の景勝地である「竹島」と桟橋で繋がる対岸部に名古屋の織物商 滝信四郎氏が料理旅館「常磐館」を創業すると、当時の文豪や政治家からも人気を博した。1934年（昭和9年）には、鉄道省認定の政府登録国際観光旅館として、常磐館の洋風別館「蒲郡ホテル」が建築された（経済産業省が認定する「近代化産業遺産」、国の「登録有形文化財」、市の「景観重要建造物」に認定されており、愛知県三河地方を代表する歴史的建築物でもある）。
第二次世界大戦中は、学徒勤労動員により男子の多くが豊川海軍工廠に動員された。岡崎空襲や豊川空襲のような戦禍は被らなかったものの、大戦末期の1945年（昭和20年）1月13日に発生した三河地震では形原町を中心に大きな被害を受けたにもかかわらず、軍部により被害状況が隠蔽され、行政による組織的な救援活動もなされなかった。戦後はガチャマン景気で三河木綿の生産が盛んになされた。
豊川市が宝飯郡から分離し市制を敷いた影響を受け、宝飯郡14町村のうち最多の人口（約21,000人）を擁する蒲郡町を中心に市制施行への動きが出た。当初、西宝地区6町村での合併が望まれたが、1954年（昭和29年）に3町村（旧蒲郡町・旧三谷町・旧塩津村）での合併となり、のちに1955年（昭和30年）10月1日に旧大塚村が分村合併。1959年（昭和34年）、伊勢湾台風による高潮で大きな被害を受けた。1962年（昭和37年）4月1日に旧形原町、翌年4月1日に西浦村が合併し現在の蒲郡市の市域となる。

### 年表
明治・大正
- 1878年（明治11年）12月28日 - 宝飯郡蒲形村と西之郡村が合併し、その際両村の「蒲」と「郡」を一字ずつ取って蒲郡村（「か」まごおりむら）となる。同日、相楽、牧原、金平村が発足する（県の正式承認日。合併は1876年に行われた）。
- 1889年（明治22年）10月1日 - 町村制施行。蒲郡村、府相村、小江村、新井形村が合併し、宝飯郡蒲郡村となる。
- 1891年（明治24年）10月6日 - 蒲郡村が町制施行し、蒲郡町となる。
- 1906年（明治39年）7月1日 - 蒲郡町、豊岡村、静里村、神ノ郷村が合併し、蒲郡町となる[12]。

昭和・平成
- 1954年（昭和29年）4月1日 - 宝飯郡蒲郡町、三谷町、塩津村が合併し、蒲郡市（「が」まごおりし）として市制施行（愛知県15番目の市）。人口48,522人[13]。
- 1955年（昭和30年）
  - 7月20日 - 市章制定[14][15]。図案は公募されたもので、徳川の親系、蒲形松平家の家紋である「丸に一の字」を図案化したものが採用された[16][17]。
  - 10月1日 - 宝飯郡大塚村（大字大塚、大字相楽）を分村合併により編入（大字赤根、大字大草は旧御津町に編入）[18]。人口51,902人。
- 1957年（昭和32年）4月10日 - 翌日にかけて昭和天皇、香淳皇后が市内に行幸啓。御泊所となった蒲郡ホテル前で、市民が打ち上げ花火、仕掛け花火を行い奉迎する[19]。
- 1959年（昭和34年）9月26日 - 伊勢湾台風により死者2名、重軽傷者366名、家屋全壊267戸、流失556戸、床上浸水1,814戸、床下浸水659戸の被害[20]。
- 1961年（昭和36年）11月12日 - 旭町に新市庁舎（現・市庁舎本館）竣工[21]。
- 1962年（昭和37年）4月1日 - 宝飯郡形原町を編入[22]。人口69,772人。
- 1963年（昭和38年）4月1日 - 宝飯郡西浦町を編入。人口81,046人[23]。
- 1967年（昭和42年）6月20日 - 蒲郡北駅前地下街の開業[24]。
- 1972年（昭和47年）11月3日 - 蒲郡市民憲章の制定。同時に市の木「クス」市の花「ツツジ」が制定[25]。
- 1974年（昭和49年）4月14日 - 市制20周年を記念し「蒲郡市民の歌」および「蒲郡ふるさと音頭」を制定。
- 1981年（昭和56年）11月4日 - 沖縄県浦添市と友好都市提携[26]。
- 1996年（平成8年）7月27日 - ギズボーン市（ニュージーランド）と姉妹港提携[27]。
- 2005年（平成17年）3月17日 - 「観光交流立市」を宣言。

### 市域の変遷
| 郡       | 明治22年以前 | 明治22年以前 | 明治22年10月1日 | 明治22年 - 明治45年         | 明治22年 - 明治45年         | 大正元年 - 大正15年        | 昭和元年 - 昭和64年         | 昭和元年 - 昭和64年          | 平成元年 - 現在 |
| -------- | ------------ | ------------ | --------------- | --------------------------- | --------------------------- | -------------------------- | --------------------------- | ---------------------------- | --------------- |
| 宝 飯 郡 | 蒲形村       | 蒲郡村       | 蒲郡村          | 明治24年10月6日 町制 蒲郡町 | 明治39年7月1日 合併 蒲郡町  | 蒲郡町                     | 昭和29年4月1日 合併 蒲郡市  | 昭和29年4月1日 合併 蒲郡市   | 蒲郡市          |
| 宝 飯 郡 | 西郡村       | 蒲郡村       | 蒲郡村          | 明治24年10月6日 町制 蒲郡町 | 明治39年7月1日 合併 蒲郡町  | 蒲郡町                     | 昭和29年4月1日 合併 蒲郡市  | 昭和29年4月1日 合併 蒲郡市   | 蒲郡市          |
| 宝 飯 郡 | 府相村       |              | 蒲郡村          | 明治24年10月6日 町制 蒲郡町 | 明治39年7月1日 合併 蒲郡町  | 蒲郡町                     | 昭和29年4月1日 合併 蒲郡市  | 昭和29年4月1日 合併 蒲郡市   | 蒲郡市          |
| 宝 飯 郡 | 小江村       |              | 蒲郡村          | 明治24年10月6日 町制 蒲郡町 | 明治39年7月1日 合併 蒲郡町  | 蒲郡町                     | 昭和29年4月1日 合併 蒲郡市  | 昭和29年4月1日 合併 蒲郡市   | 蒲郡市          |
| 宝 飯 郡 | 新井形村     |              | 蒲郡村          | 明治24年10月6日 町制 蒲郡町 | 明治39年7月1日 合併 蒲郡町  | 蒲郡町                     | 昭和29年4月1日 合併 蒲郡市  | 昭和29年4月1日 合併 蒲郡市   | 蒲郡市          |
| 宝 飯 郡 | 五井村       | 五井村       | 豊岡村          | 豊岡村                      | 明治39年7月1日 合併 蒲郡町  | 蒲郡町                     | 昭和29年4月1日 合併 蒲郡市  | 昭和29年4月1日 合併 蒲郡市   | 蒲郡市          |
| 宝 飯 郡 | 西牧山村     | 牧山村       | 豊岡村          | 豊岡村                      | 明治39年7月1日 合併 蒲郡町  | 蒲郡町                     | 昭和29年4月1日 合併 蒲郡市  | 昭和29年4月1日 合併 蒲郡市   | 蒲郡市          |
| 宝 飯 郡 | 東牧山村     | 牧山村       | 豊岡村          | 豊岡村                      | 明治39年7月1日 合併 蒲郡町  | 蒲郡町                     | 昭和29年4月1日 合併 蒲郡市  | 昭和29年4月1日 合併 蒲郡市   | 蒲郡市          |
| 宝 飯 郡 | 平田村       |              | 豊岡村          | 豊岡村                      | 明治39年7月1日 合併 蒲郡町  | 蒲郡町                     | 昭和29年4月1日 合併 蒲郡市  | 昭和29年4月1日 合併 蒲郡市   | 蒲郡市          |
| 宝 飯 郡 | 水竹村       | 水竹村       | 静里村          | 静里村                      | 明治39年7月1日 合併 蒲郡町  | 蒲郡町                     | 昭和29年4月1日 合併 蒲郡市  | 昭和29年4月1日 合併 蒲郡市   | 蒲郡市          |
| 宝 飯 郡 | 清田村       |              | 静里村          | 静里村                      | 明治39年7月1日 合併 蒲郡町  | 蒲郡町                     | 昭和29年4月1日 合併 蒲郡市  | 昭和29年4月1日 合併 蒲郡市   | 蒲郡市          |
| 宝 飯 郡 | 坂本村       |              | 静里村          | 静里村                      | 明治39年7月1日 合併 蒲郡町  | 蒲郡町                     | 昭和29年4月1日 合併 蒲郡市  | 昭和29年4月1日 合併 蒲郡市   | 蒲郡市          |
| 宝 飯 郡 | 上ノ郷村     | 神ノ郷村     | 神ノ郷村        | 神ノ郷村                    | 明治39年7月1日 合併 蒲郡町  | 蒲郡町                     | 昭和29年4月1日 合併 蒲郡市  | 昭和29年4月1日 合併 蒲郡市   | 蒲郡市          |
| 宝 飯 郡 | 三谷村       | 三谷村       | 三谷村          | 明治27年6月23日 町制 三谷町 | 明治27年6月23日 町制 三谷町 | 三谷町                     | 昭和29年4月1日 合併 蒲郡市  | 昭和29年4月1日 合併 蒲郡市   | 蒲郡市          |
| 宝 飯 郡 | 竹ノ谷村     | 竹ノ谷村     | 塩津村          | 塩津村                      | 塩津村                      | 塩津村                     | 昭和29年4月1日 合併 蒲郡市  | 昭和29年4月1日 合併 蒲郡市   | 蒲郡市          |
| 宝 飯 郡 | 太田新田     | 竹ノ谷村     | 塩津村          | 塩津村                      | 塩津村                      | 塩津村                     | 昭和29年4月1日 合併 蒲郡市  | 昭和29年4月1日 合併 蒲郡市   | 蒲郡市          |
| 宝 飯 郡 | 西迫村       |              | 塩津村          | 塩津村                      | 塩津村                      | 塩津村                     | 昭和29年4月1日 合併 蒲郡市  | 昭和29年4月1日 合併 蒲郡市   | 蒲郡市          |
| 宝 飯 郡 | 柏原村       |              | 塩津村          | 塩津村                      | 塩津村                      | 塩津村                     | 昭和29年4月1日 合併 蒲郡市  | 昭和29年4月1日 合併 蒲郡市   | 蒲郡市          |
| 宝 飯 郡 | 拾石村       |              | 塩津村          | 塩津村                      | 塩津村                      | 塩津村                     | 昭和29年4月1日 合併 蒲郡市  | 昭和29年4月1日 合併 蒲郡市   | 蒲郡市          |
| 宝 飯 郡 | 鹿島村       |              | 塩津村          | 塩津村                      | 塩津村                      | 塩津村                     | 昭和29年4月1日 合併 蒲郡市  | 昭和29年4月1日 合併 蒲郡市   | 蒲郡市          |
| 宝 飯 郡 | 大塚村       | 大塚村       | 大塚村（一部）  | 大塚村（一部）              | 大塚村（一部）              | 大塚村（一部）             | 大塚村（一部）              | 昭和30年10月1日 蒲郡市に編入 | 蒲郡市          |
| 宝 飯 郡 | 丹野村       | 相楽村       | 大塚村（一部）  | 大塚村（一部）              | 大塚村（一部）              | 大塚村（一部）             | 大塚村（一部）              | 昭和30年10月1日 蒲郡市に編入 | 蒲郡市          |
| 宝 飯 郡 | 山神村       | 相楽村       | 大塚村（一部）  | 大塚村（一部）              | 大塚村（一部）              | 大塚村（一部）             | 大塚村（一部）              | 昭和30年10月1日 蒲郡市に編入 | 蒲郡市          |
| 宝 飯 郡 | 形原村       | 形原村       | 形原村          | 形原村                      | 形原村                      | 大正13年4月1日 合併 形原町 | 形原町                      | 昭和37年4月1日 蒲郡市に編入  | 蒲郡市          |
| 宝 飯 郡 | 形原新田     | 形原村       | 形原村          | 形原村                      | 形原村                      | 大正13年4月1日 合併 形原町 | 形原町                      | 昭和37年4月1日 蒲郡市に編入  | 蒲郡市          |
| 宝 飯 郡 | 一色村       |              | 形原村          | 形原村                      | 形原村                      | 大正13年4月1日 合併 形原町 | 形原町                      | 昭和37年4月1日 蒲郡市に編入  | 蒲郡市          |
| 宝 飯 郡 | 戸金村       | 金平村       | 形原村          | 形原村                      | 形原村                      | 大正13年4月1日 合併 形原町 | 形原町                      | 昭和37年4月1日 蒲郡市に編入  | 蒲郡市          |
| 宝 飯 郡 | 平地村       | 金平村       | 形原村          | 形原村                      | 形原村                      | 大正13年4月1日 合併 形原町 | 形原町                      | 昭和37年4月1日 蒲郡市に編入  | 蒲郡市          |
| 宝 飯 郡 | 西浦村       | 西浦村       | 西浦村          | 西浦村                      | 西浦村                      | 西浦村                     | 昭和19年2月11日 町制 西浦町 | 昭和38年4月1日 蒲郡市に編入  | 蒲郡市          |

## 行政

### 歴代市長
- 市長：鈴木寿明（2019年11月7日就任、1期目）

| 代   | 氏名       | 就任年月日    | 退任年月日     |
| ---- | ---------- | ------------- | -------------- |
| 初代 | 竹内司     | 1954年4月1日  | 1958年4月24日  |
| 2代  | 逸見彦太郎 | 1958年4月25日 | 1970年2月7日   |
| 3代  | 長谷部半平 | 1970年2月22日 | 1982年2月21日  |
| 4代  | 大場進     | 1982年2月22日 | 1994年2月21日  |
| 5代  | 鈴木克昌   | 1994年2月22日 | 1999年10月14日 |
| 6代  | 金原久雄   | 1999年11月7日 | 2011年10月6日  |
| 7代  | 稲葉正吉   | 2011年11月7日 | 2019年11月6日  |
| 8代  | 鈴木寿明   | 2019年11月7日 | 現職           |

### 広域行政
- 東三河地区および岡崎市・幸田町・西尾市と消防相互応援協定を締結している。
- 保健所や公共職業安定所は豊川市の出張所・支所扱いとなっている。
- 法務局（不動産登記等）は名古屋法務局豊川出張所の管内で、市役所内に「蒲郡法務局証明サービスセンター 」が設けられている。

### 行政機関
- 蒲郡市役所
  - 〒443-8601 愛知県蒲郡市旭町17番1号
- 東部市民センター
  - 〒443-0021 愛知県蒲郡市三谷町七舗142番1号
- 西部市民センター
  - 〒443-0104 愛知県蒲郡市形原町御嶽57番1号
- 中部市民センター
  - 〒443-0043 愛知県蒲郡市元町19番13号
- 南部市民センター
  - 〒443-0031 愛知県蒲郡市竹島町15番65号

### 財政
2014年度（平成26年度）当初予算
| 一般会計 | 259億5,600万円   | （前年度対比2.4%増）   |
| 特別会計 | 199億0,810万円   | （前年度対比84.5%減）  |
| 企業会計 | 791億2,760万円   | （前年度対比572.2%増） |
| 全会計   | 1,249億9,170万円 | （前年度対比24.5%減）  |

平成の大合併で、市町村合併を選択しなかった蒲郡市だが、2005年度の経常収支比率は県内35市で最高の95.9%に達している。

### 姉妹都市・提携都市

#### 国内
友好都市
- 浦添市（沖縄県）
1981年（昭和56年）11月4日 友好都市提携[29]

提携都市
- 常滑市（愛知県）
1997年（平成9年）3月27日 災害時相互応援協定締結

#### 国外
フレンドシップ相手国
2005年に開催された愛知万博の「一市町村一国フレンドシップ事業」にてフレンドシップ相手国として迎え入れた。愛知万博後も「一市町村一国フレンドシップ継承事業」として交流が続いている。
- バヌアツ共和国[31]
- ポーランド共和国[31]

これまでに蒲郡市で行われた国際交流事業
ポーランド・蒲郡友好親善文化交流会（2007年度）
第3回蒲郡市青少年国際交流音楽祭（2008年度）
ポーランド音楽祭「ショパンの夕べ」（2009年度）
外国人児童・保護者サポート事業（2009年度）
ポーランドデー in 蒲郡 ショパンへの誘い（2010年度）
リトン高校受入れ事業（2010年度）
『蒲郡市外国人向け生活ガイドブック』発行事業（2010年10月 - 2011年3月）
蒲郡市日本語スピーチコンテスト（2010年）
第2回蒲郡市日本語スピーチコンテスト（2011年11月6日）
第2回東三河日本語スピーチコンテスト（2012年1月22日）
第3回蒲郡市日本語スピーチコンテスト（2012年11月18日）
第3回東三河日本語スピーチコンテスト（2013年1月20日）
「ポーランド音楽祭」 ポーランド・ 蒲郡交流記念コンサート（2012年3月25日）
ポーランド TO GAMAGORI 「オールショパン」（2015年3月28日）

### 姉妹港・友好提携港
蒲郡港は、愛知県東部の三河湾・渥美湾奥にある港湾である。豊橋市・田原市・蒲郡市・豊川市にわたる三河港の一角を担っている。三河港は港湾法上の重要港湾、港則法上の特定港に指定されている。最近は多目的国際ターミナル整備のための工事が行われている。
姉妹港
- ギズボーン港（ニュージーランド国ギズボーン地方）
1996年（平成8年）7月27日 姉妹港提携[27]

## 議会

### 愛知県議会
- 定数：1人
- 選挙区：蒲郡市選挙区
- 任期：2023年4月30日 - 2027年4月29日
- 執行日：2023年4月9日

| 候補者名 | 当落 | 年齢 | 所属党派   | 新旧別 | 得票数   |
| -------- | ---- | ---- | ---------- | ------ | -------- |
| 喚田孝博 | 当   | 55   | 無所属     | 新     | 14,725票 |
| 飛田常年 | 落   | 65   | 自由民主党 | 現     | 11,799票 |

### 衆議院
- 選挙区：愛知14区（豊川市、蒲郡市、新城市、額田郡、北設楽郡）
- 任期：2024年10月27日 - 2028年10月26日
- 投票日：2024年10月27日
- 当日有権者数：289,546人[33]
- 投票率：58.30％

| 当落 | 候補者名   | 年齢 | 所属党派   | 新旧別 | 得票数   | 重複 |
| ---- | ---------- | ---- | ---------- | ------ | -------- | ---- |
| 当   | 今枝宗一郎 | 40   | 自由民主党 | 前     | 90,334票 | ○    |
| 比当 | 大嶽理恵   | 47   | 立憲民主党 | 新     | 64,763票 | ○    |
|      | 浅尾大輔   | 54   | 日本共産党 | 新     | 9,970票  |      |

## 施設

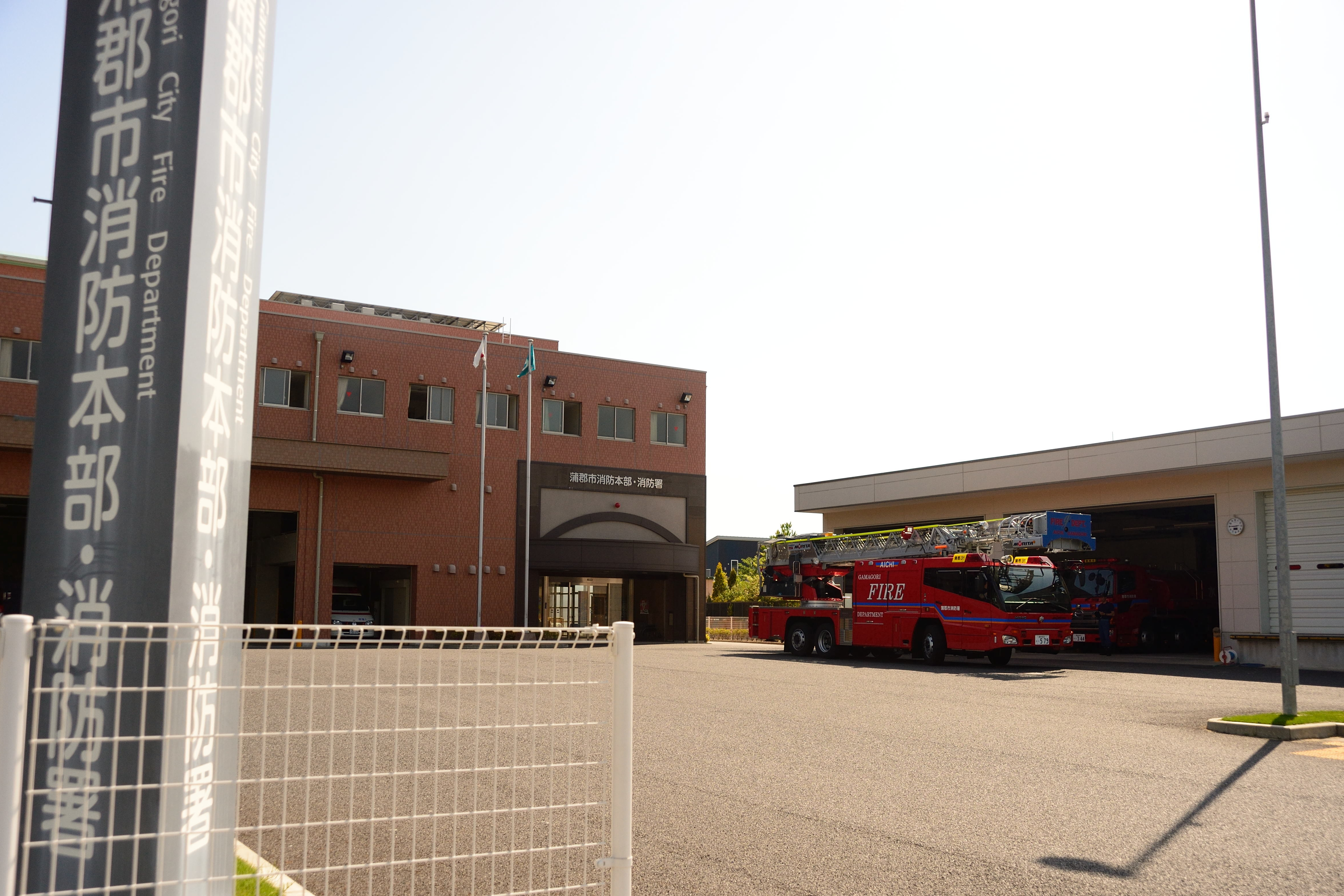
蒲郡市消防本部・蒲郡市消防署
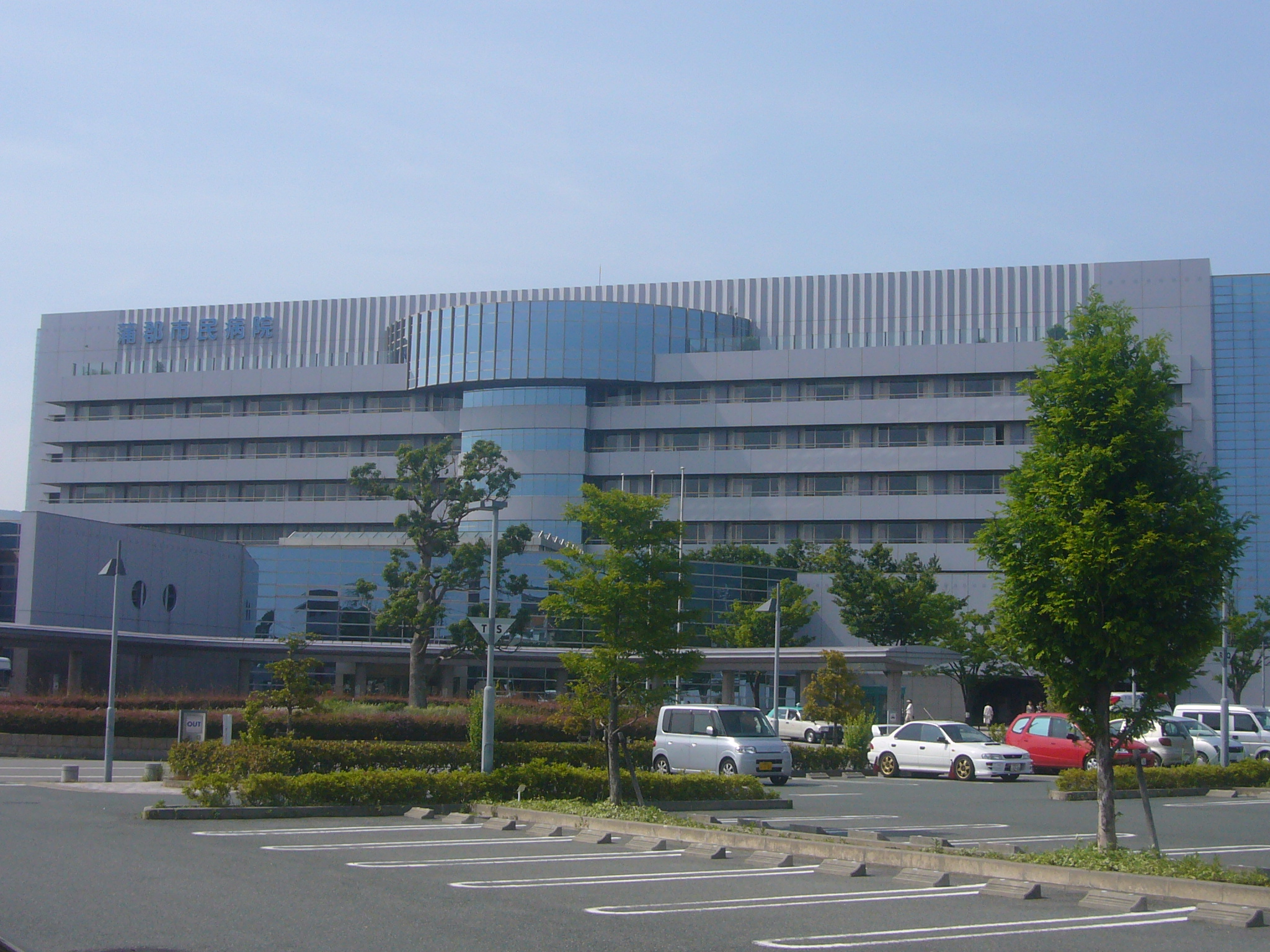
蒲郡市民病院
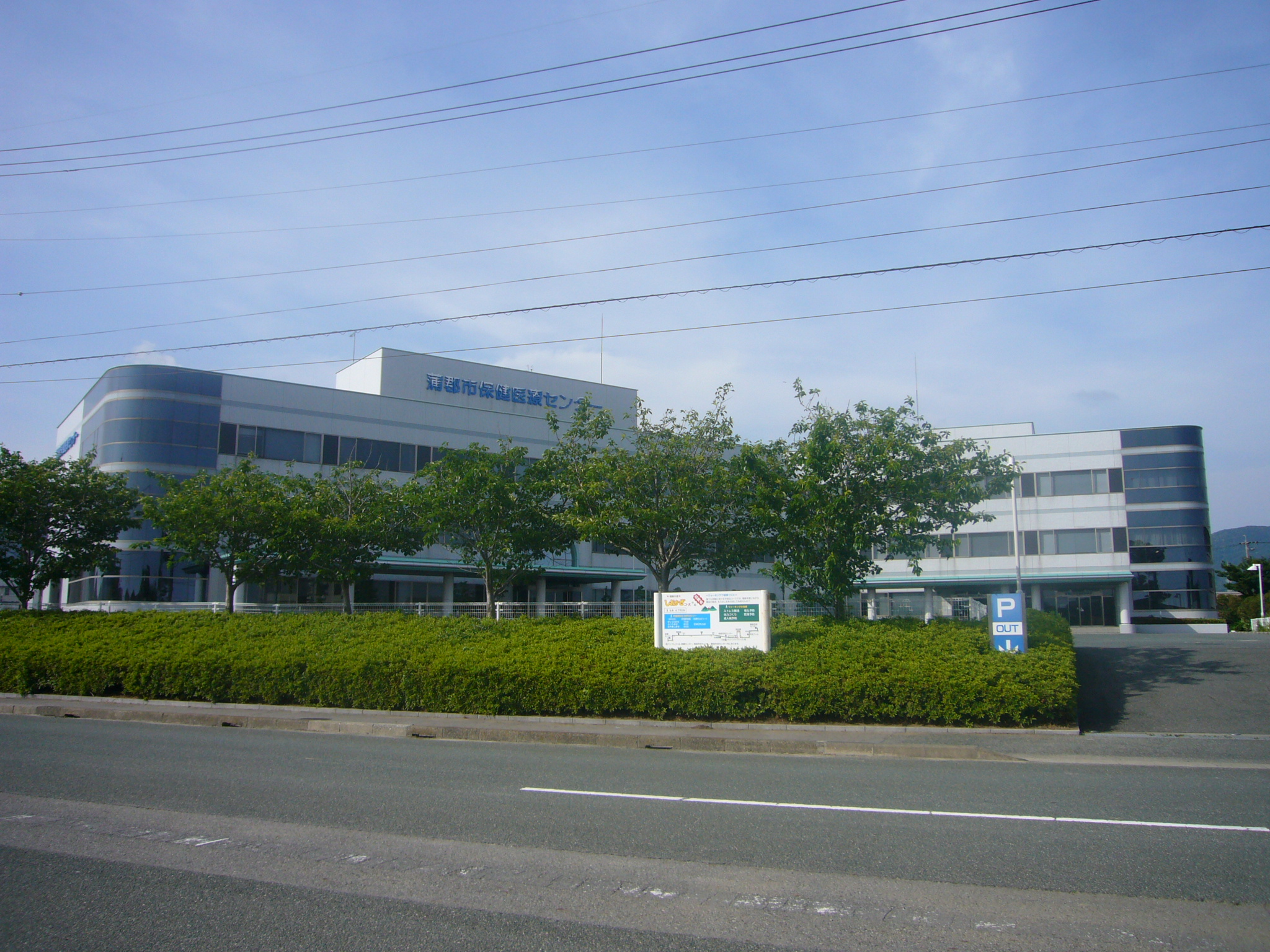
蒲郡市保健医療センター
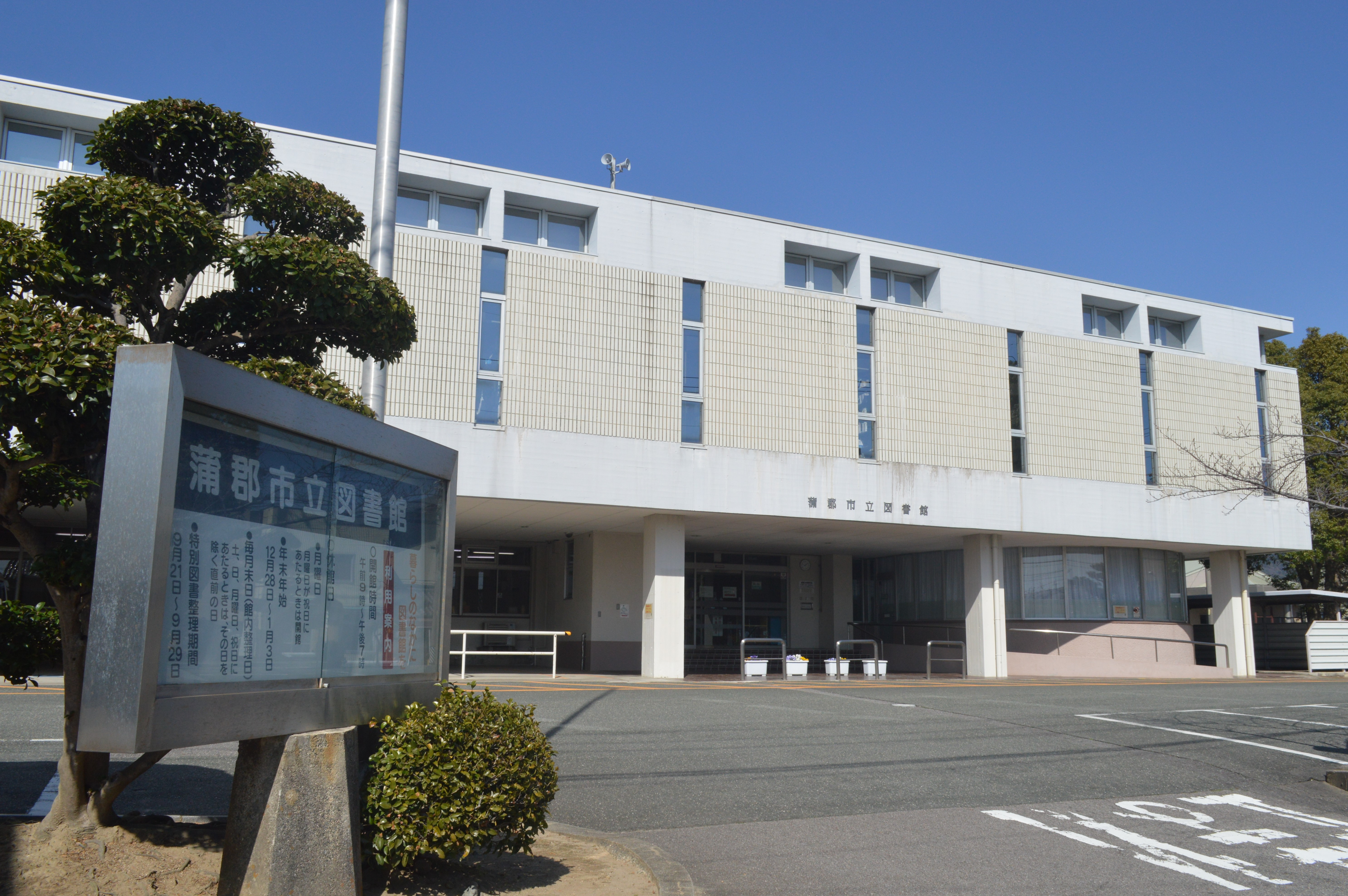
蒲郡市立図書館
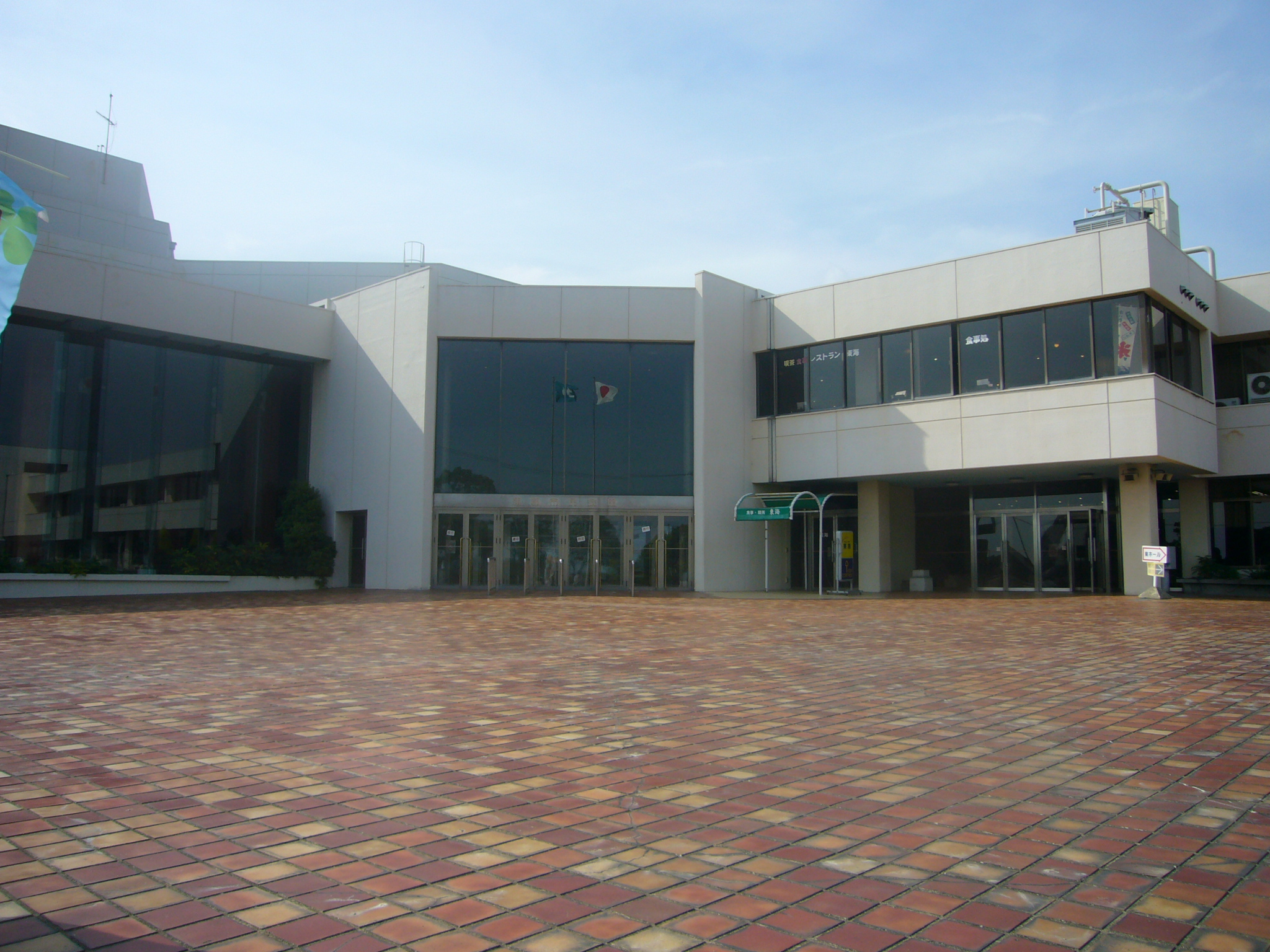
蒲郡市民会館
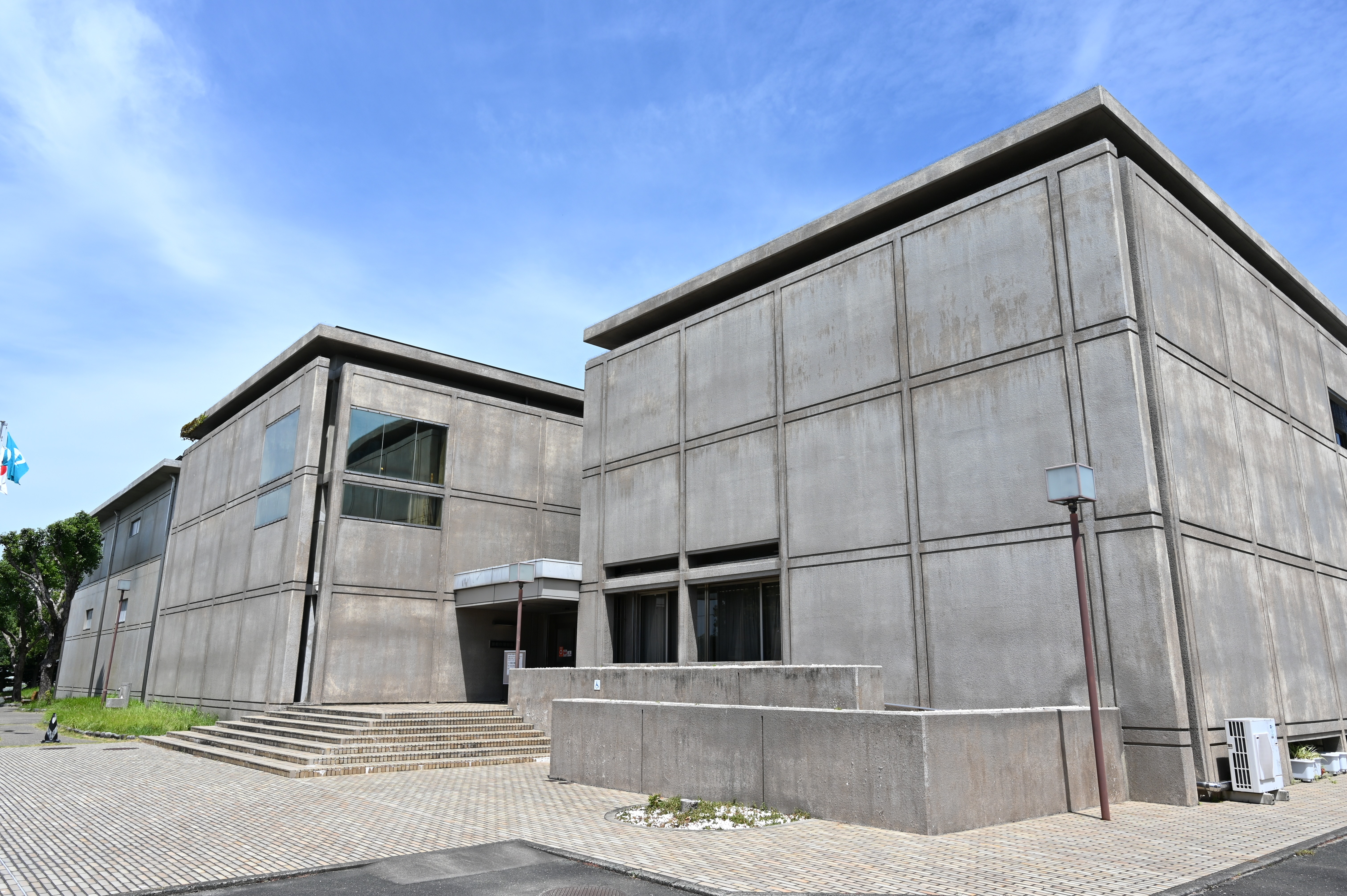
蒲郡市博物館
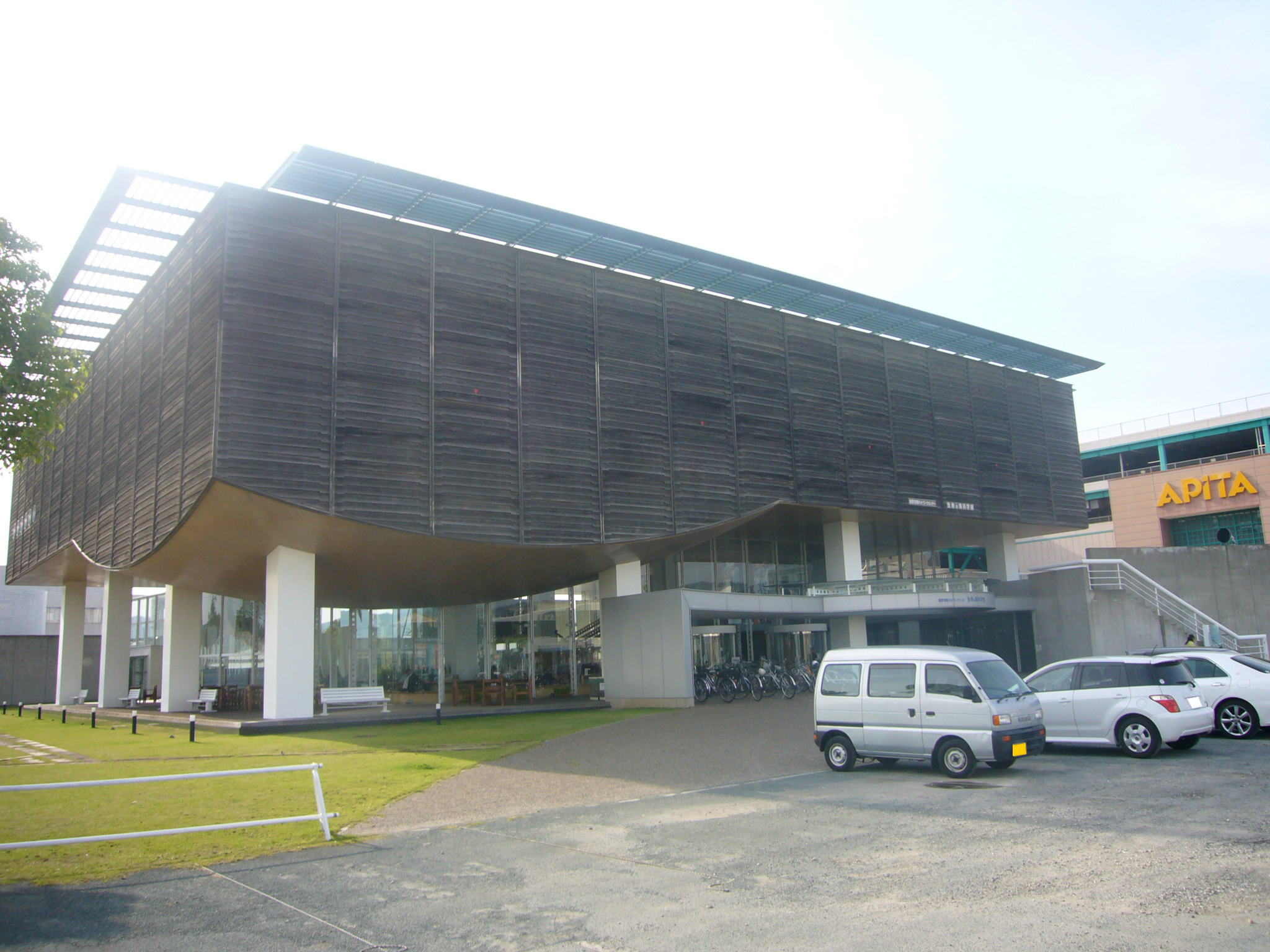
蒲郡市生命の海科学館
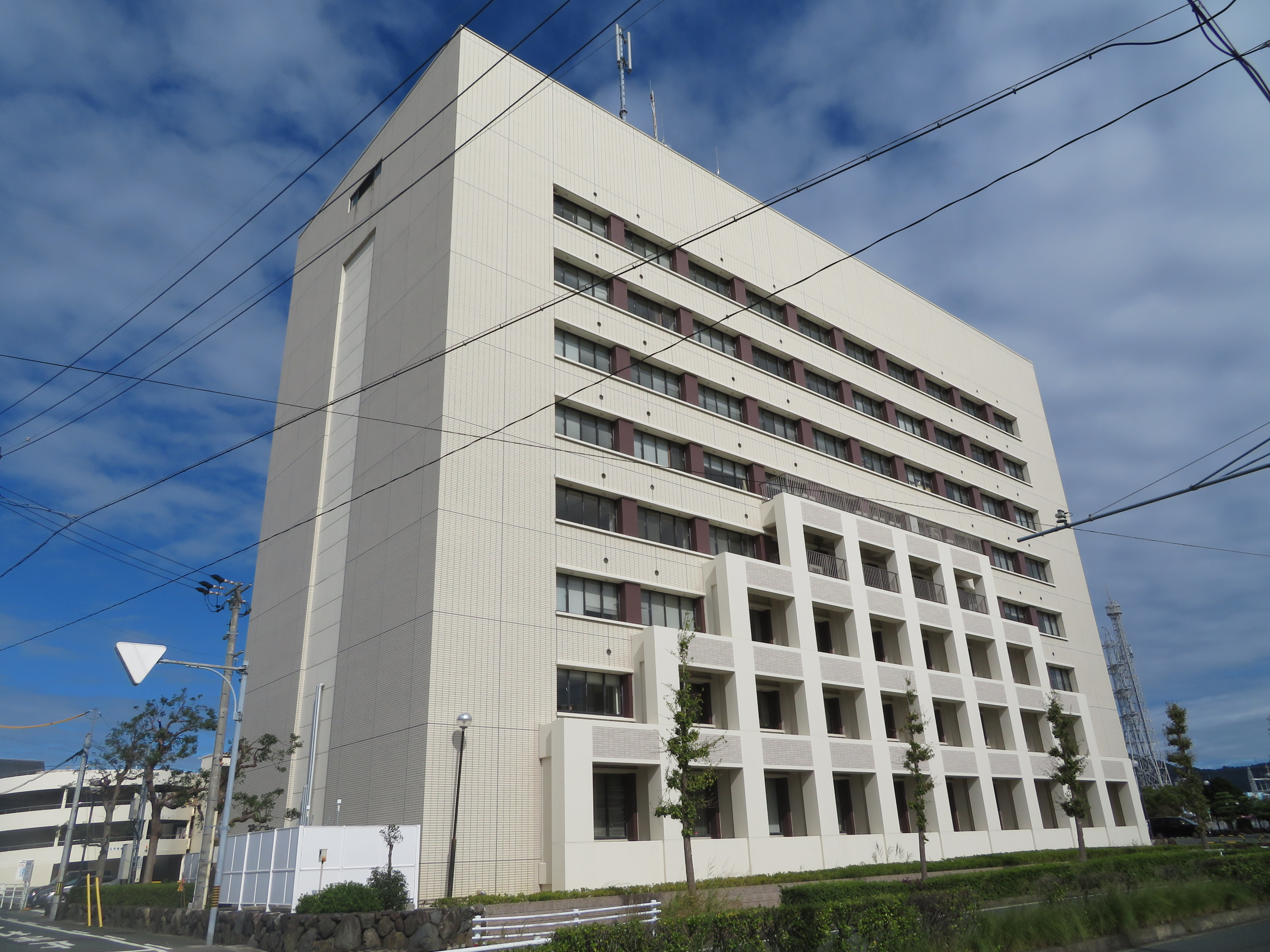
蒲郡市役所新館
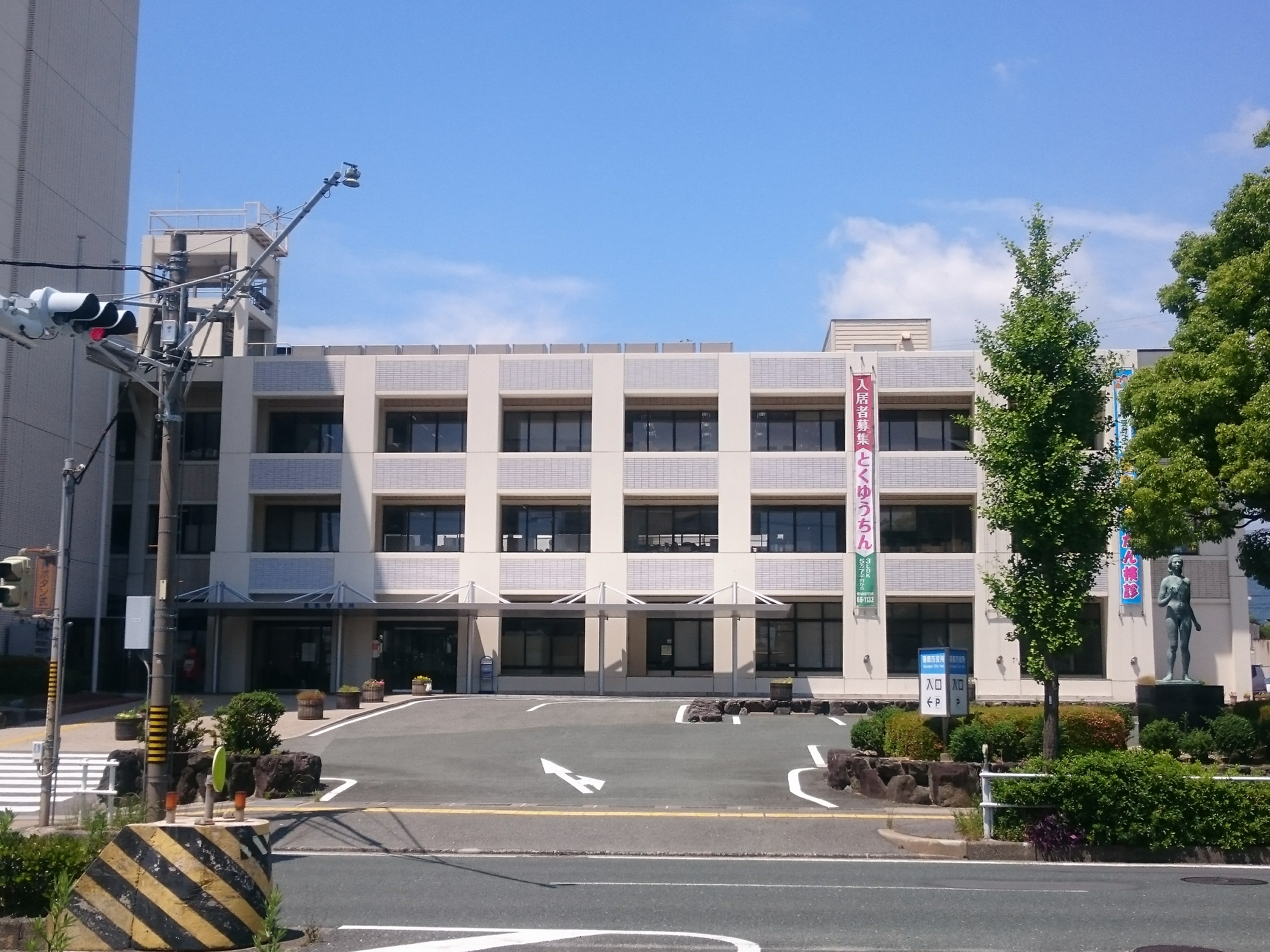
蒲郡市役所本館
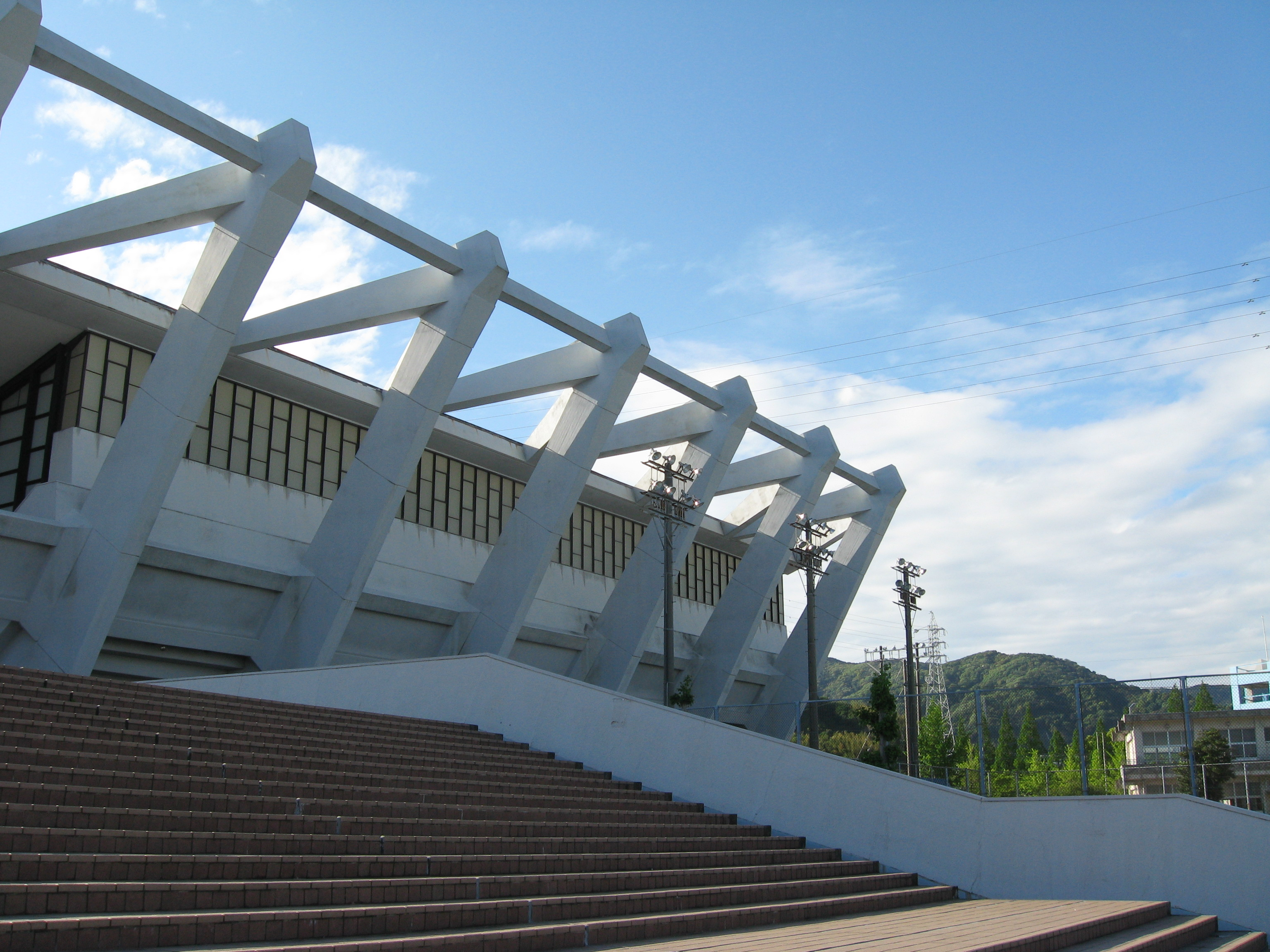
蒲郡市民体育センター
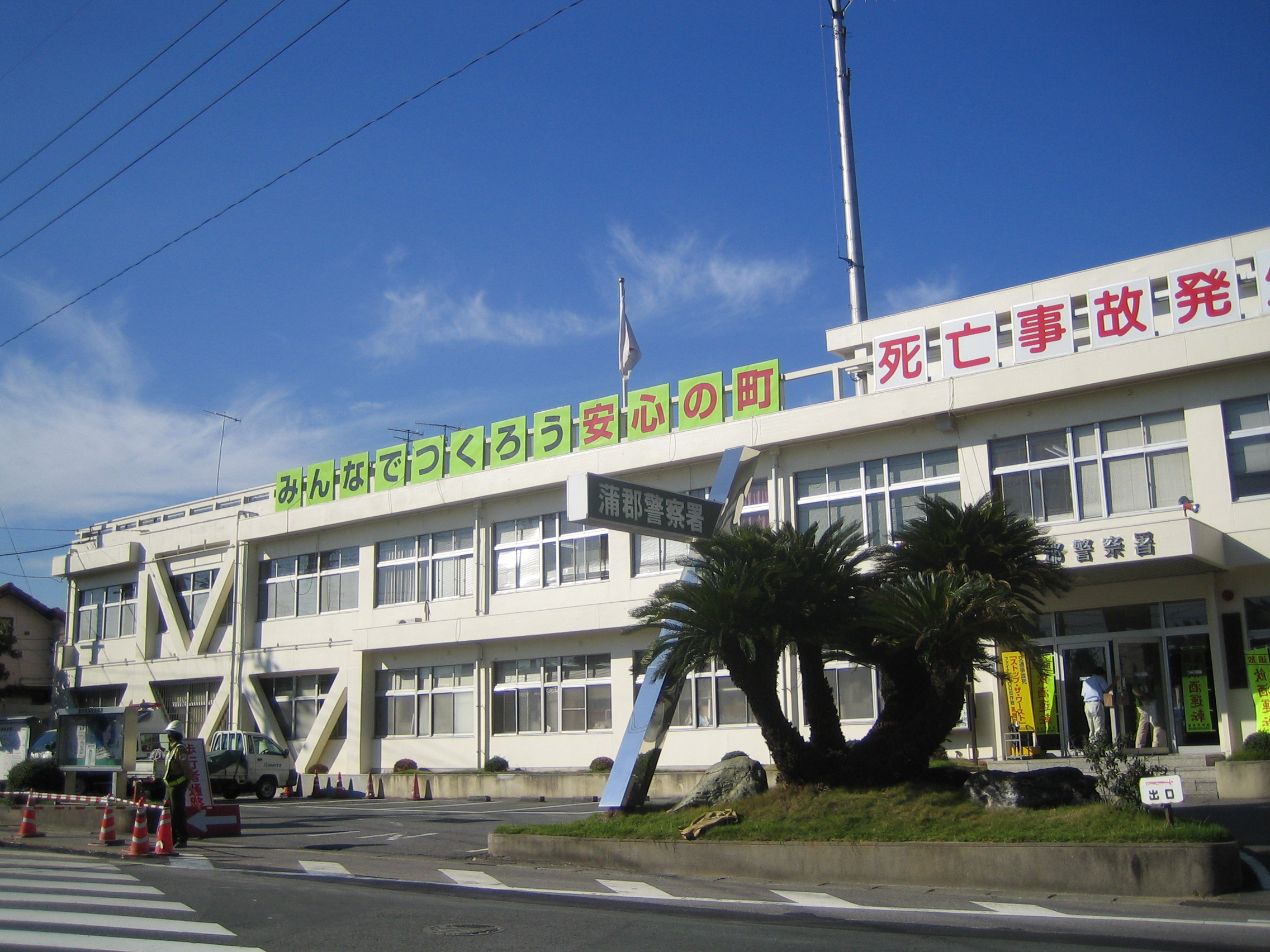
蒲郡警察署
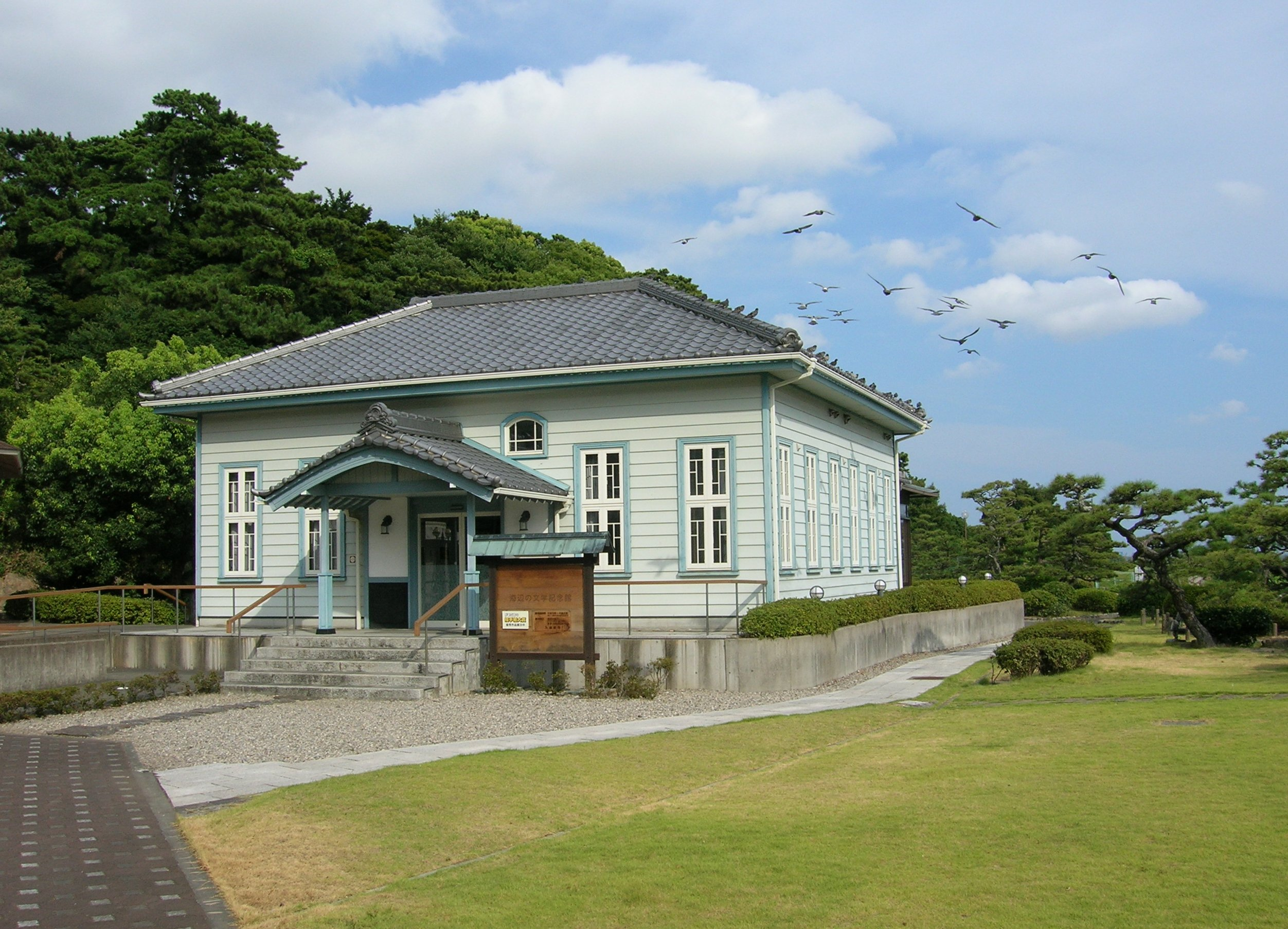
海辺の文学記念館

### 警察
警察署
- 愛知県蒲郡警察署 - 愛知県蒲郡市緑町3-12

交番
- 荒子交番（蒲郡町荒子）
- 三谷交番（三谷町）
- 蒲郡駅前交番（港町）
- 竹谷交番（竹谷町）
- 形原交番（形原町）
- 西浦交番（西浦町）
- 大塚交番（大塚町）

### 消防
本部
- 蒲郡市消防本部

消防署
- 蒲郡市消防署 - 愛知県蒲郡市水竹町町下沖田25（消防本部庁舎内）

出張所
- 東部出張所 - 愛知県蒲郡市三谷町東2丁目222番地
- 西部出張所 - 愛知県蒲郡市形原町中戸甫井19番1号

### 医療
- 蒲郡市民病院
- 蒲郡市保健医療センター

### 社会教育施設
- 蒲郡市立図書館
- 蒲郡市博物館（旧 蒲郡市郷土資料館）
- 海辺の文学記念館
- 竹島水族館
- 生命の海科学館

### 運動施設
- 蒲郡市民体育センター
- 蒲郡市公園グランド（陸上競技場）
- 浜町多目的広場
- 海陽ヨットハーバー
- 海陽多目的広場
- 蒲郡文化広場
- 竹島ベイパーク(多目的広場)
- ユトリーナ蒲郡
- 蒲郡さがらの森(キャンプ場 他)

### 公園
- 蒲郡市中央公園 - 桜の名所
- 若宮公園
- 北浜公園
- 双太山公園
- 春日浦公園
- 旭公園
- 西田川公園
- とよおか湖公園
- 蒲郡緑地（愛知県）
- 亀岩臨海公園（愛知県）

### 福祉施設
- 蒲郡市勤労福祉会館
- 中央子育て支援センター（さんぽ道）
- 西部子育て支援センター（すくすく）（形原北保育園内）
- 蒲郡市老人福祉センター（寿楽荘）
- 三谷デイサービスセンター
- 大塚デイサービスセンター
- 東部子育て支援センター（ぴよぴよ）（みどり保育園内）
- あすなろ教室(不登校児適応教室)(蒲郡生きがいセンター内)

### 生涯学習施設
- 蒲郡市民会館
- 蒲郡情報ネットワークセンター
- 海賓館マリンセンターハウス
- 勤労青少年ホーム（フレンドピア蒲郡）
- 生きがいセンター
- 東部市民センター
- 西部市民センター
- 中部市民センター
- 南部市民センター
- 蒲郡公民館（中部市民センター内）
- 小江公民館
- 府相公民館
- 東部公民館
- 北部公民館
- 西部公民館
- 塩津公民館
- 形原公民館（西部市民センター内）
- 西浦公民館
- 三谷公民館（東部市民センター内）
- 大塚公民館

## 経済

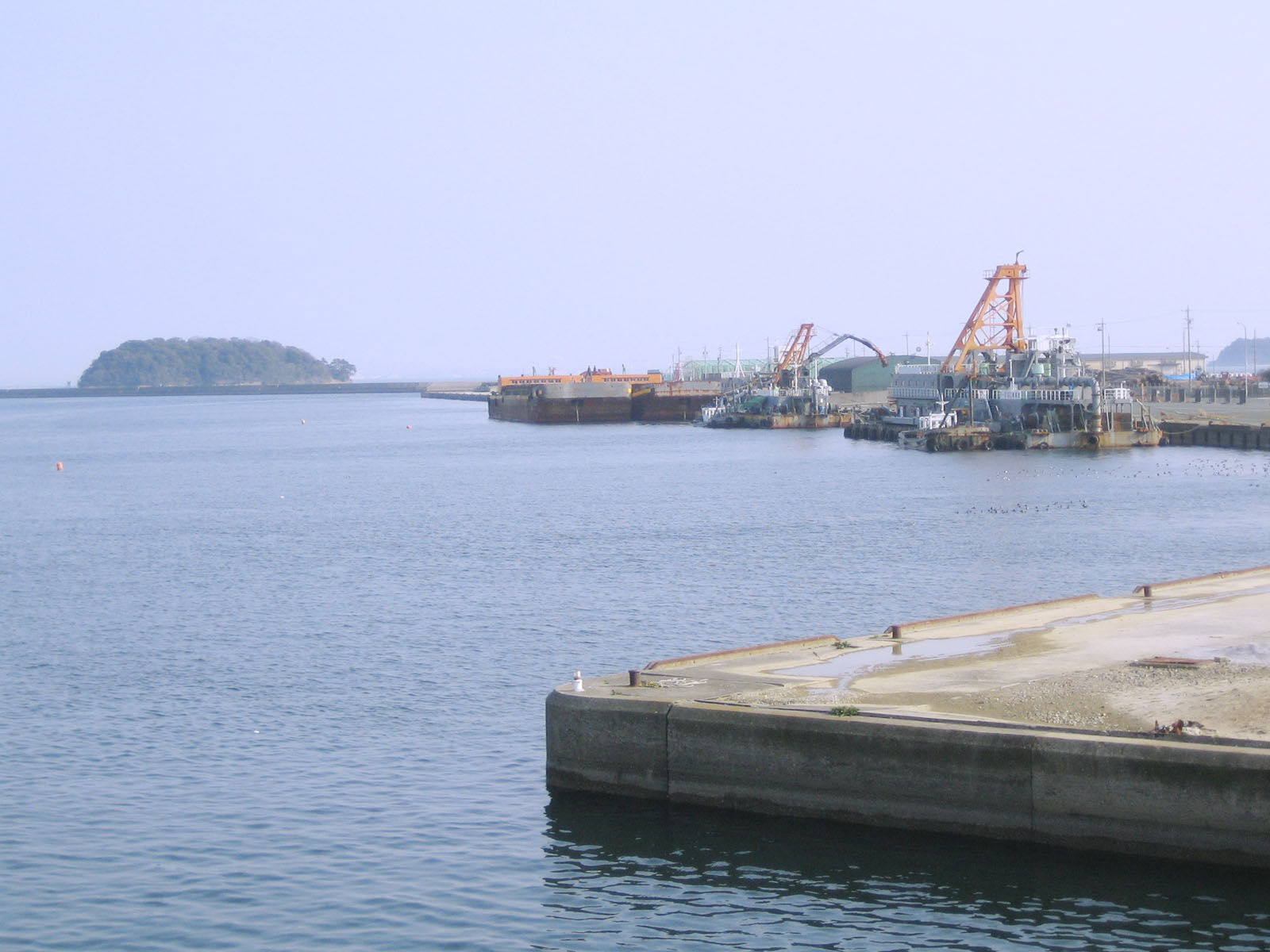
竹島埠頭。左後方は竹島

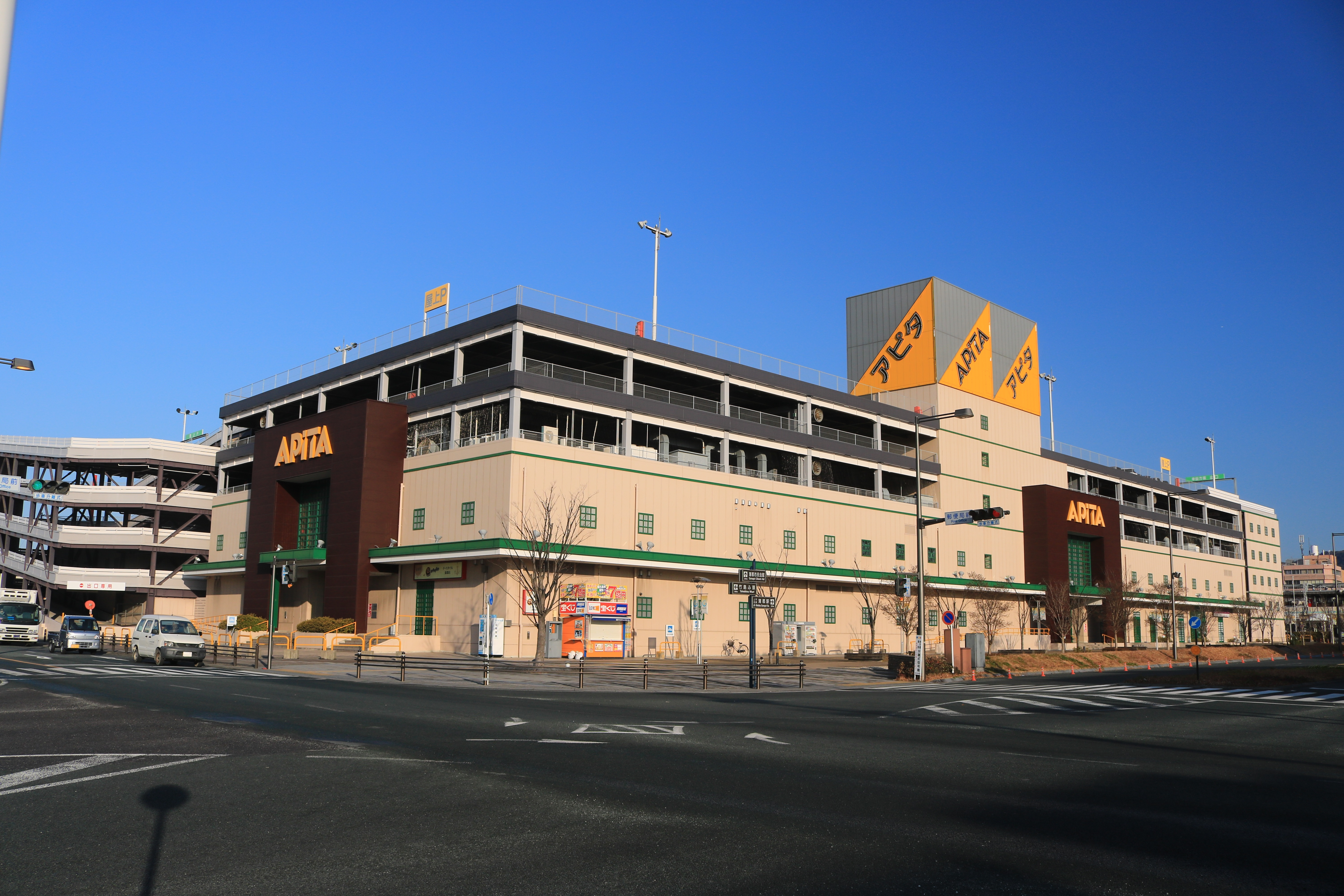
アピタ蒲郡店

### 産業
産業面では温暖な気候を活かしたフルーツ栽培がさかんで、特に「蒲郡みかん」の生産では日本国内で有名。また、伝統の「三河織物」では織物・繊維ロープ工業が発展し、昭和40年代には市内工業製造出荷額のうち80%近くを占めていた。現在は、工業分野の多様化により繊維工業の比率は下がっているものの、繊維ロープ製造業界においては日本一の生産量を誇る。
- ニデック - 眼科医療機器の開発・製造・販売、レンズ、光学部品フィルター類のコーティング加工および人工視覚システムの開発
- ジャパン・ティッシュエンジニアリング - 再生医療製品開発
- 伊藤光学工業 - 眼鏡レンズの設計・製造及び機能性多層膜コーティング。真空蒸着による光学薄膜事業。
- 市川漁網 - 陸上ネット・漁網の製造及び販売
- 竹本油脂 - ごま油・界面活性剤を製造。市の南側に工場が所在するため、雨の日の前日は南風に乗って市街地にごま油の香りが漂うという”ごま油天気予報”のジンクスが存在する[34][35]。
- 蒲サ食品 - 魚肉練り製品の製造、販売
- 日本特殊合金 - 超硬工具用素材、超硬精密金型などの製造。東京製綱の子会社
- 東京製綱繊維ロープ - 上記東京製綱の繊維ロープ部門の子会社
- 織物・繊維業 - 戦後は綿織物を中心に繊維産業が栄えたが、現在は中国などからの輸入が増加し縮小している。そのため、江戸末期に盛んであった三河縞・三河木綿の復元に力を入れている。

### 工業
- アイシン 蒲郡工場
- ウッドワン 蒲郡工場
- 金トビ志賀 本社[36]

### 発電所
- 愛知蒲郡バイオマス発電所 - 2023年8月稼働開始予定[37]

### 商業
- アピタ 蒲郡店 - 2000年12月1日[38]港町（日本通運蒲郡支店他跡地）にオープン。
- カインズモール 蒲郡店 - 2004年9月1日 鹿島町（養魚場跡地）にオープン。
  - ベイシア 蒲郡店
  - カインズホーム 蒲郡店
- イオン 蒲郡店 - 1988年[39]3月24日[38][40]竹谷町（東海レーヨン跡地）にジャスコ 新蒲郡店としてオープン。2011年3月 イオン蒲郡店へ名称変更。
- ニトリ 蒲郡店 - 竹谷町（ゲームファンタジアン跡地）に2024年1月26日 オープン。クラスポ蒲郡から移転。
- ラグーナフェスティバルマーケット - 2002年5月16日[38]ラグーナ蒲郡敷地内にオープン。
- ショッピングスクエア クラスポ蒲郡 - 2011年7月[38]29日 鹿島町（ゴルフ練習場跡地）に先行オープン。9月7日 グランドオープン。
  - 西松屋 クラスポ蒲郡店 - 2015年4月9日オープン。
  - ヒマラヤ 蒲郡店 - 2011年9月22日オープン。
  - ネクステージ クラスポ蒲郡店 - 2012年9月22日 クラスポ蒲郡敷地内にオープン。
  - MEGAドン・キホーテクラスポ蒲郡店 - 2017年11月22日オープン。
- エディオン 蒲郡店 - 2004年11月19日 港町に「エイデン蒲郡店」として移転オープン（移転前の跡地はセブン-イレブン蒲郡八百富町店）。2012年10月1日に現在の店名へ変更。
- ヤマダデンキ テックランド蒲郡店 - 2010年8月27日 鹿島町（ゴルフ練習場跡地）にオープン。
- ケーズデンキ 蒲郡店 - 2015年2月26日 上本町（板倉織布工場跡地）にオープン。
- DCM 新蒲郡店 - 1996年7月 竹谷町にオープン。旧・DCMカーマ。
- ドミー 三谷店 - 1977年3月18日 三谷町（ミヤボーリング跡地）にユーキチとしてオープン。
- ヤマナカ 形原店
- フィール 蒲郡店 - 1997年11月 水竹町（日吉紡績跡地）にオープン。
- サンヨネ 蒲郡店 - 2004年8月20日 八百富町（旧市民病院跡地）に設置[41]、10月 オープン[42]。
- バロー 蒲郡店 - 2012年11月15日 宮成町（興和蒲郡工場跡地）にオープン。
- 精文館書店 蒲郡三谷店

#### 商店街
- 銀座通り商店街
- 中央通り商店街
- 駅前商店街
- 府相商店街
- 三谷商店街
- 松前若宮発展会
- 形原商店街
- 西浦商店街

## 生活基盤

### 市外局番
- 市外局番は全域で0533を使用し、同一市外局番の豊川市と市内料金で市内局番からの通話が可能である。0533の地域と同じMA（豊橋MA）で市外局番が0532の豊橋市も市内料金による通話が可能。
市内局番は旧蒲郡町・旧三谷町・旧塩津村の区で6Xを使用、旧大塚村・旧形原町・旧西浦町では5Xを使用している（Xは任意の数字）。

### 自動車のナンバープレート
- 当市に割り当てられるナンバープレートは「豊橋」である。

### 都市ガス
- 都市ガスの供給エリアは、旧形原町（一部を除く）が東邦ガスであるほかはサーラエナジーの供給エリアとなっている。ただしサーラエナジーの供給エリアであっても、東邦ガスから都市ガスの供給を受けてサービスを行っている[注 4]。

## 交通
蒲郡市は三方を山に囲まれており、市内を東西に抜ける主要道路は国道23号、国道247号のみであり、通過車両による渋滞の緩和などから国道23号バイパス（蒲郡バイパス）の早期開通が望まれている。鉄道はJR東海の東海道本線が市内を東西に抜けるほか、蒲郡駅から吉良吉田方面へ結ぶ名鉄蒲郡線がある。東海道新幹線も市内を東西に通過するが、市内には駅は無く、東海道新幹線は豊橋駅が最寄り駅となる。

### 鉄道

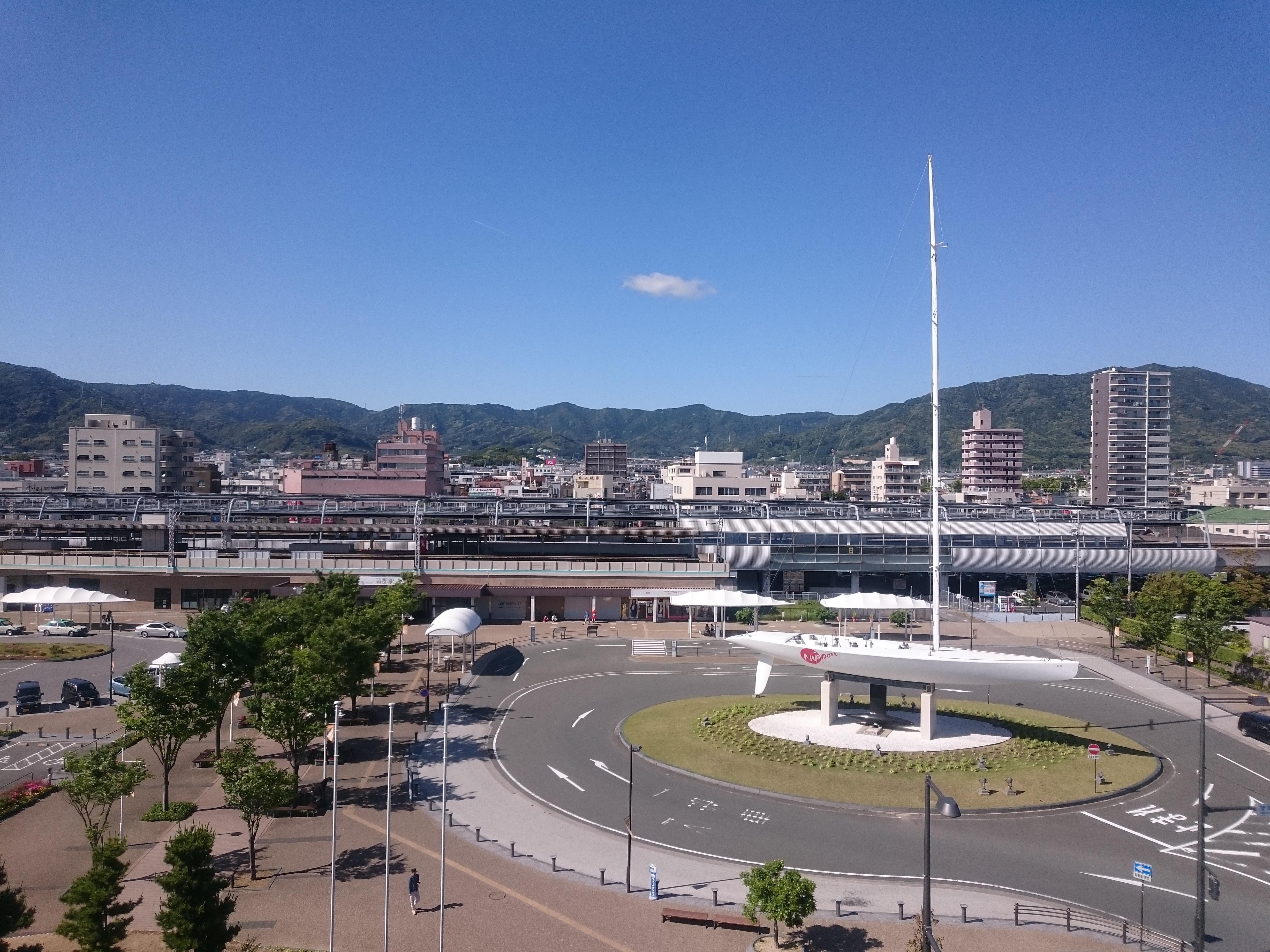
蒲郡駅

中心駅はJRと名鉄の両方が乗り入れ、JRの快速系統（特別快速・新快速・快速・区間快速）が全て停車する蒲郡駅。JRは東から北西へ向けて通っており、名鉄は蒲郡駅から南西へ延びている。三河塩津駅と蒲郡競艇場前駅は隣接している。
東海旅客鉄道（JR東海）
東海道本線 ： 三河大塚駅 - 三河三谷駅 - 蒲郡駅 - 三河塩津駅
また、東海道新幹線が豊橋駅 - 三河安城駅間で当市を通過している。
名古屋鉄道（名鉄）
蒲郡線 ： 蒲郡駅 - 蒲郡競艇場前駅 - 三河鹿島駅 - 形原駅 - 西浦駅

### バス
コミュニティバス
蒲郡市のコミュニティバスとして「くるりんバス」が運行されている。詳細は当該記事を参照。
一般路線バス
- 名鉄バス（蒲郡管理所）により一般路線バスが運行されている。市内全線で交通系ICカードが利用可能[45]。

送迎バス・シャトルバス
- ラグーナテンボスによる運行[46]（株式会社ラグーナテンボスによる運行）[47]
  - ラグナシア - 蒲郡駅直行無料シャトルバス
  - ラグーナ内回遊無料シャトルバス
- ボートレース蒲郡（蒲郡競艇場）無料シャトルバス（名鉄バスによる委託運行）
- 旅館送迎バス（各旅館または複数館で共同運行）
- 企業通勤バス（株式会社ニデックほか）

スクールバス
- 愛知工科大学・自動車短期大学スクールバス（名鉄バスによる委託運行）
- 豊橋特別支援学校スクールバス蒲郡線（東神観光バスによる委託運行）
- 蒲郡自動車学校スクールバス

### 道路
古くからの町割りが残る市街地エリアは、自動車の慢性的な渋滞が発生しやすい状況にある。現在、郊外に蒲郡バイパスの整備が進められている。
高速道路
- 東名高速道路 音羽蒲郡IC（豊川市）
  - 蒲郡市中心部からは音羽蒲郡道路（三河湾オレンジロード）を経由する。ただし、東京方面は豊川IC、名古屋方面は岡崎ICや岡崎東IC（こちらは新東名高速道路）を利用する者もいる。

一般国道
- 国道23号（蒲郡バイパス、蒲郡ICより名古屋方面は開通済み）
- 国道247号
- 国道248号（都市計画道路、蒲郡岐阜線）
- 国道473号（愛知県道38号蒲郡本宿線が、1993年4月1日に国道473号の一部に昇格）

市内の県道
- 愛知県道73号長沢蒲郡線
- 愛知県道525号蒲郡環状線
- 愛知県道321号東幡豆蒲郡線
- 愛知県道322号深溝西浦線
- 愛知県道323号芦谷蒲郡線
- 愛知県道368号豊川蒲郡線
- 愛知県道369号蒲郡停車場線
- 愛知県道370号蒲郡港線
- 愛知県道371号豊岡三谷港線
- 愛知県道372号大塚国府線
- 愛知県道376号三ヶ根停車場拾石線
- 愛知県道383号蒲郡碧南線
- 愛知県道396号蒲郡港拾石線
- 愛知県道493号西浦停車場線
- 愛知県道494号形原港線

市内の道路通称名
- 相楽ヒメハルロード
- 柏原街道（愛知県道323号芦谷蒲郡線の一部）
- 西郡道
- 市役所通り
- 桜並木通り
- 三谷通り（愛知県道371号豊岡三谷港線の一部）
- 中央通り
- マリンロード
- 春日通り
- 幡豆街道（愛知県道321号東幡豆蒲郡線の一部）
- 緑地公園通り
- 眺海橋通り（愛知県道396号蒲郡港拾石線の一部）
- 温泉街道（愛知県道322号深溝西浦線の一部）
- 西浦シーサイドロード
- 鉢地峠道（国道473号の一部）
- 平坂街道
- 中央バイパス（国道247号の一部）
- 水神町通り
- 船町通り
- 魚町通り
- 国坂街道（愛知県道368号豊川蒲郡線の一部）
- 港町通り（愛知県道371号豊岡三谷港線の一部）
- 三河湾オレンジロード（音羽蒲郡道路、愛知県道73号長沢蒲郡線の一部、国道473号の一部）
- 三河湾スカイライン（愛知県道525号蒲郡環状線の一部）

林道
平成18年4月現在、下記の15路線が蒲郡市林道台帳に登載されている。標識やチェーン・柵などにより一般車両の通行が制限されている路線が多い。
- 笹子線
- 原山線
- 原山支線
- 犬口線
- 曲り田線
- 曲り田支線
- 山林線
- 清田線
- 五井山線
- 鉢地線
- 大沢線
- 深山線
- 向郷線
- 白龍線
- 西門寺線

## 教育

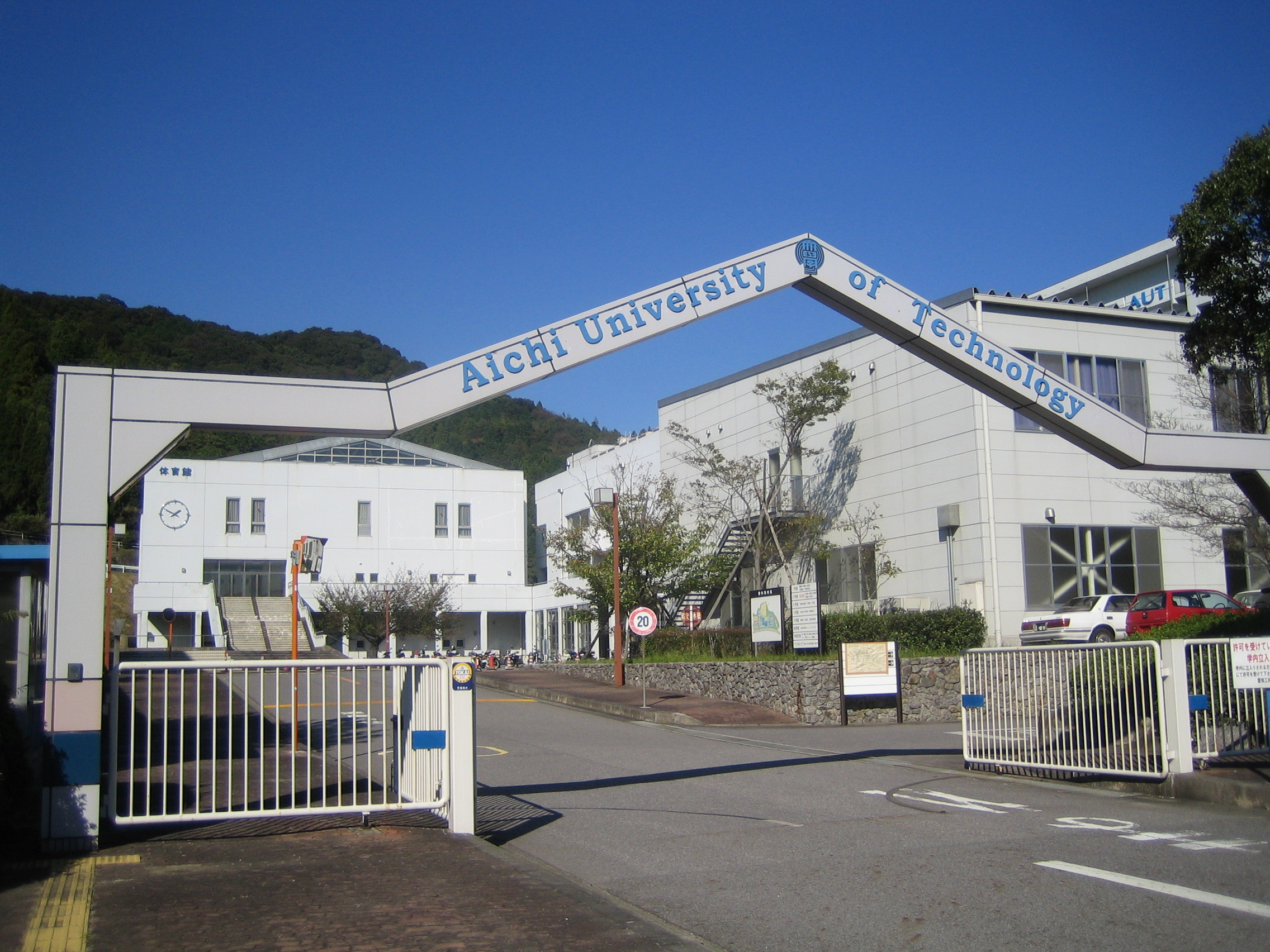
愛知工科大学・愛知工科大自動車短期大学
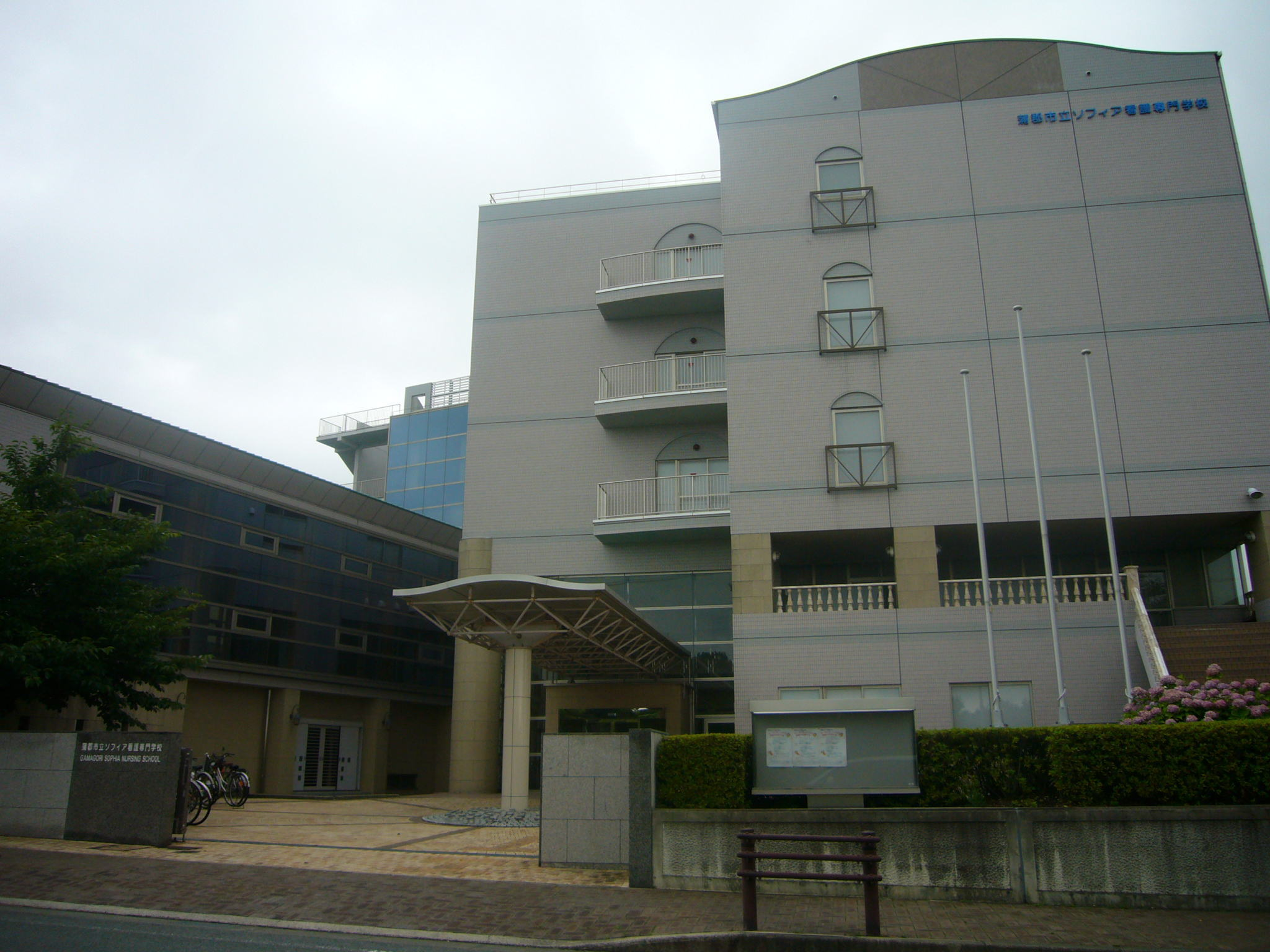
蒲郡市立ソフィア看護専門学校
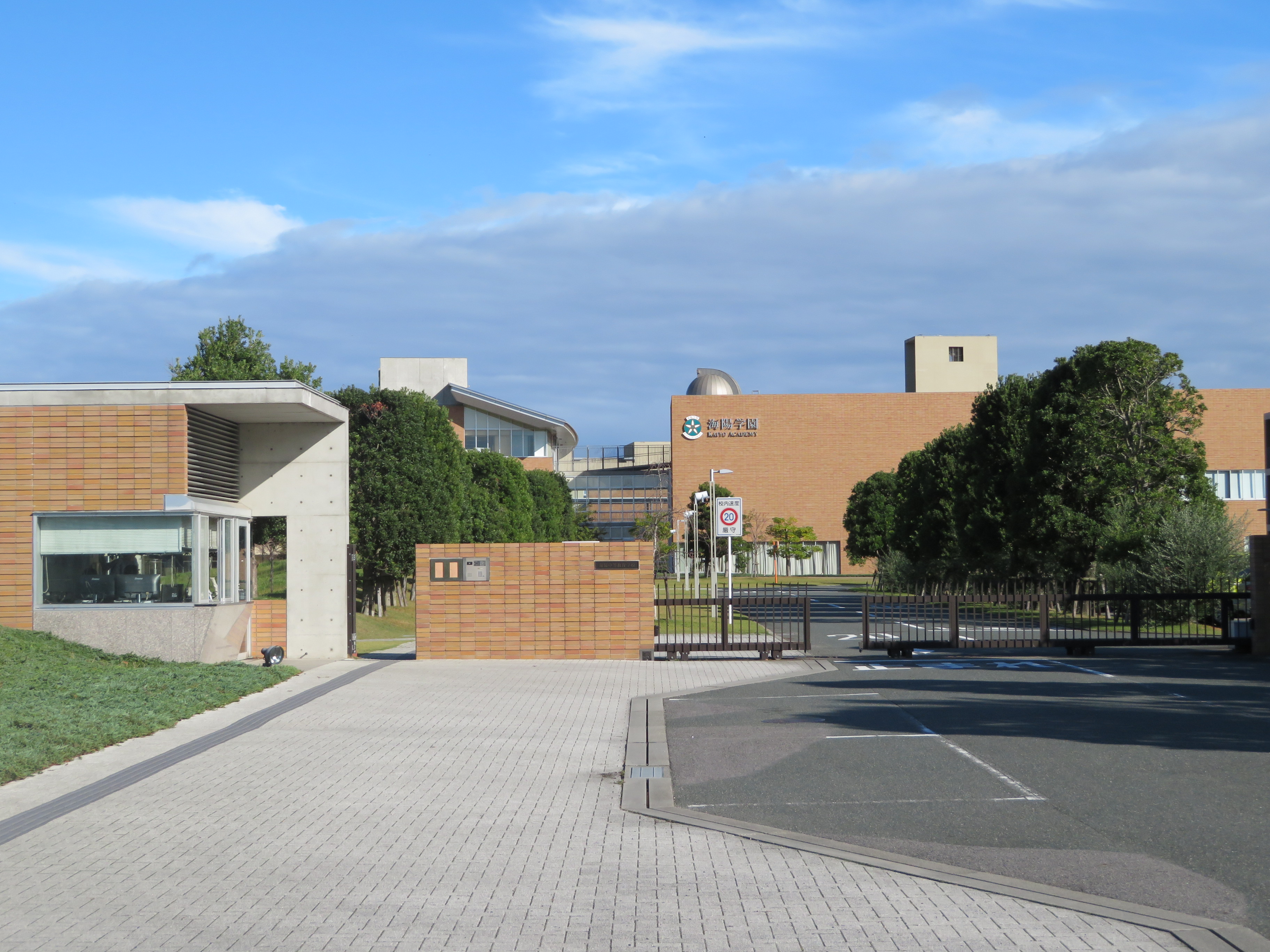
海陽中等教育学校
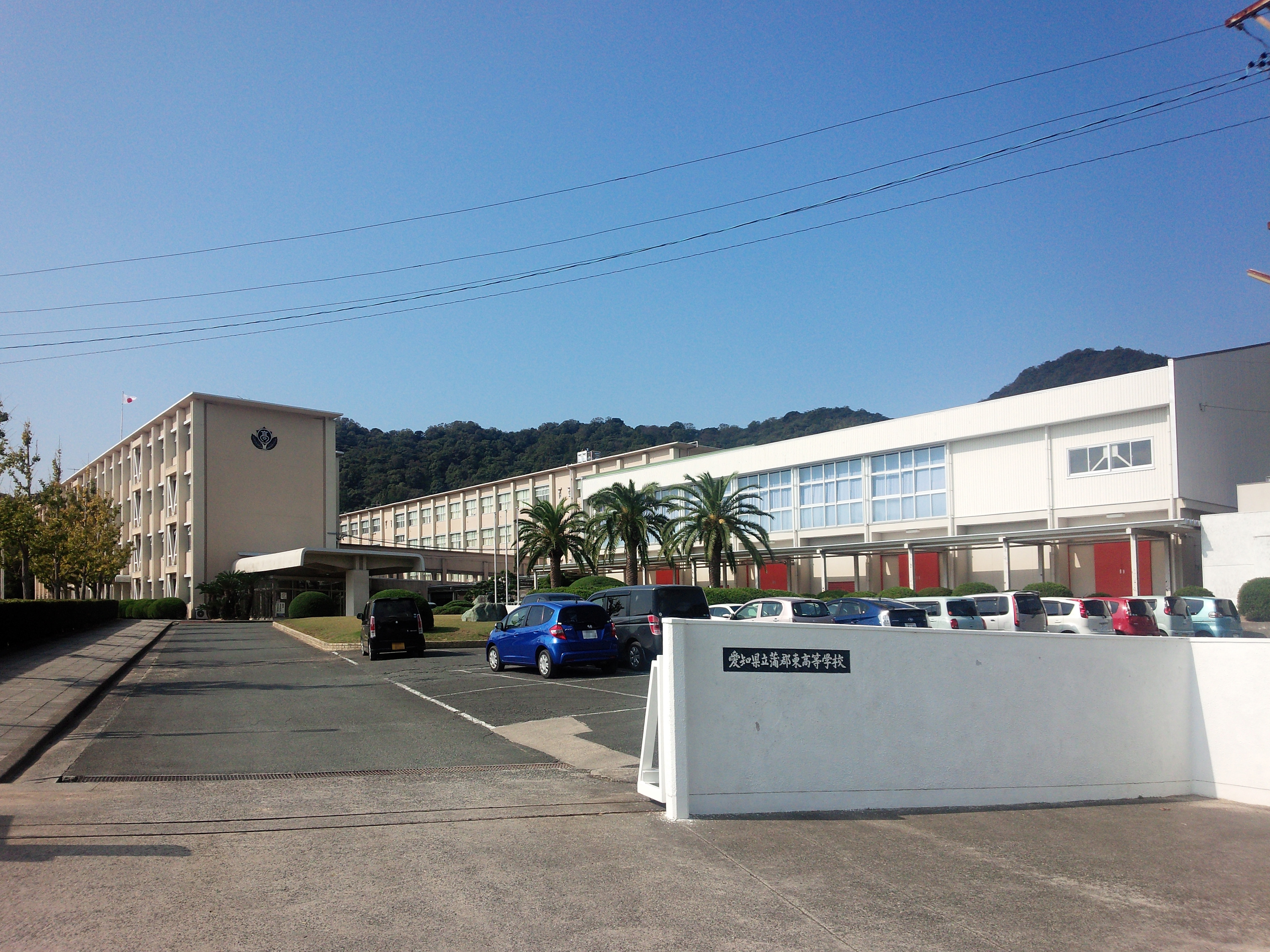
愛知県立蒲郡東高等学校
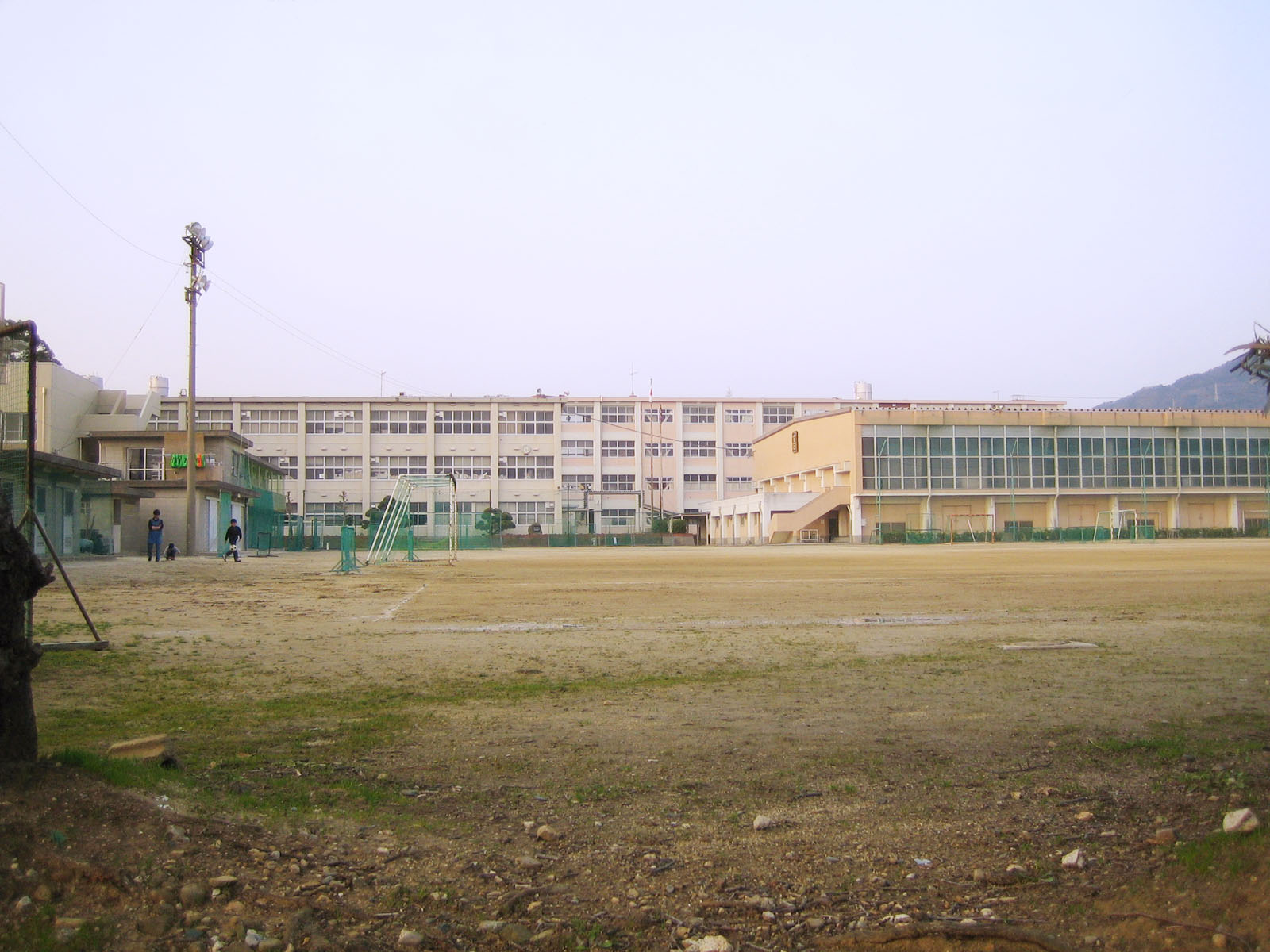
愛知県立蒲郡高等学校
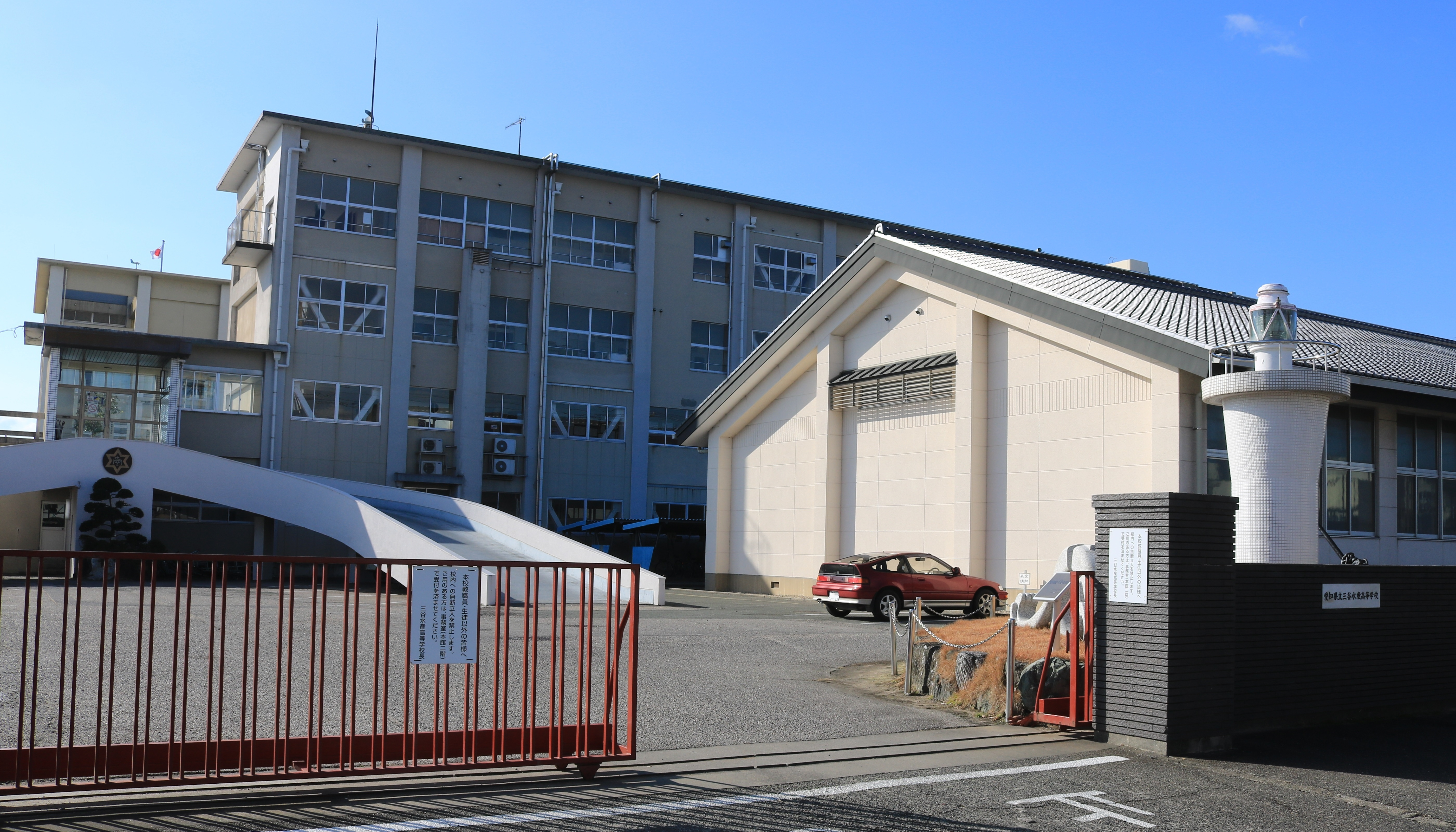
愛知県立三谷水産高等学校

### 大学
私立
- 愛知工科大学
- 愛知工科大自動車短期大学(旧愛知技術短期大学)

### 専門学校
市立
- 蒲郡市立ソフィア看護専門学校

### 中等教育学校
私立
- 海陽中等教育学校

### 高等学校
県立
- 愛知県立蒲郡東高等学校
- 愛知県立蒲郡高等学校
- 愛知県立三谷水産高等学校

### 中学校
市立
- 蒲郡市立大塚中学校
- 蒲郡市立三谷中学校
- 蒲郡市立蒲郡中学校
- 蒲郡市立中部中学校
- 蒲郡市立塩津中学校
- 蒲郡市立形原中学校
- 蒲郡市立西浦中学校

### 小学校
市立
- 蒲郡市立大塚小学校
- 蒲郡市立三谷小学校
- 蒲郡市立三谷東小学校
- 蒲郡市立蒲郡東部小学校
- 蒲郡市立蒲郡南部小学校
- 蒲郡市立中央小学校
- 蒲郡市立竹島小学校
- 蒲郡市立蒲郡北部小学校
- 蒲郡市立蒲郡西部小学校
- 蒲郡市立塩津小学校
- 蒲郡市立形原北小学校
- 蒲郡市立形原小学校
- 蒲郡市立西浦小学校

### 幼児保育・教育施設
保育園
- 蒲郡市立大塚保育園
- 蒲郡市立大塚西保育園
- 蒲郡市立三谷東保育園
- 蒲郡市立三谷西保育園
- 蒲郡市立府相保育園
- 蒲郡市立東部保育園
- 蒲郡市立南部保育園
- 蒲郡市立中部保育園
- 蒲郡市立北部保育園
- 蒲郡市立西部保育園
- 蒲郡市立塩津保育園
- 蒲郡市立塩津北保育園
- 蒲郡市立形原北保育園
- 蒲郡市立形原保育園
- 蒲郡市立形原南保育園
- 蒲郡市立西浦保育園
- （福）宝光福祉会 みどり保育園

幼稚園
- （学）竜台学園 木船幼稚園
- （学）三鈴学園 蒲郡あけぼの幼稚園
- （学）牧原学園 蒲郡あさひこ幼稚園

認定こども園
- （学）明睦学園 鹿島こども園

認可外保育施設
- （学）光の園学園 光の園
- 日本ナーシングホームズ（株） おひさまキッズ

### 自動車学校
- （一財）蒲郡交通安全事業会蒲郡自動車学校

### 児童福祉施設
児童館
- おおつか児童館
- みや児童館
- がまごおり児童館
- ちゅうぶ児童館
- しおつ児童館
- かたはら児童館
- にしうら児童館

児童クラブ
- 大塚児童クラブ（おおつか児童館）
- 三谷児童クラブ（みや児童館）
- 三谷東児童クラブ（三谷東小学校）
- 蒲郡東部児童クラブ（蒲郡東部小学校）
- 蒲郡南部児童クラブ（がまごおり児童館）
- 竹島児童クラブ（竹島小学校）
- 蒲郡北部児童クラブ（蒲郡北部小学校）
- 蒲郡西部児童クラブ（ちゅうぶ児童館）
- 中央児童クラブ（中央小学校）
- 形原北児童クラブ（かたはら児童館）
- 形原児童クラブ（形原小学校）
- 西浦児童クラブ（にしうら児童館）
- 塩津児童クラブ(小1:塩津保育園)
- 塩津児童クラブ(小2～小6:しおつ児童館)

## 市のシンボル

### 市民憲章
1972年（昭和47年）11月3日に蒲郡市民憲章が制定された。「蒲郡市民憲章制定50周年」の資料では「これほど市民が自分の市の市民憲章を知っている市はめずらしい」と紹介されている。

### 市歌
曲名は「蒲郡市民の歌」。作詞は牧富也、作曲は藤山一郎、編曲は山倉たかし。1974年（昭和49年）に市歌として制定された。市の記念式典などで歌われることはあるが、市内小中学校の授業では習わないため、市民には浸透していない。蒲郡市役所観光商工課にてCDの貸出を行っている。

## 名所・旧跡・観光スポット
市内には4つの温泉郷があるほか、マリンレジャーやテーマパークもあり、海と山に囲まれた景勝地であり、県内屈指の観光地でもある。しかし、2000年代に比べて日本人観光客の減少に歯止めがかからず、その一方で、東京と大阪を結ぶゴールデンルートの途中に位置することから、海外からの団体観光客の宿泊地として選定されることが増えている。
三河湾に浮かぶ竹島は明治時代より景勝地として知られ、その竹島と繋がる橋の袂には大正〜昭和初期に文人達が多く利用した料理旅館「常磐館」がある。菊池寛の「火華」をはじめ多くの文学作品に登場すると共に、その他多くの作品が蒲郡市を舞台とした文芸作品群として残されている。現在、跡地には「海辺の文学記念館」があり、その足跡を残している。
現役の宿泊施設「蒲郡クラシックホテル」として営業する「旧蒲郡ホテル」の建物は県内有数の歴史的建造物で近代化産業遺産・登録有形文化財である。城郭風の外観にアールデコ様式の内装と独特の建築であり、春にはつつじまつりが開催される。
令和元年度に実施した「がまごおり景観作品コンテスト」において、残していきたい建造物として上位となった「蒲郡クラシックホテル」と「竹島橋」が市の景観重要建造物に指定された。「蒲郡クラシックホテル」が第1号、「竹島橋」が第2号。
- 竹島橋
- ラグーナテンボス
- 三谷温泉
- 西浦温泉
- 西浦園地（展望台）
- 形原温泉
- あじさいの里
- 五井山
- BOAT RACE蒲郡 (蒲郡競艇)
- 蒲郡クラシックホテル
- 子安弘法大師像
- 乃木将軍像
- ラグナシア
- スパ西浦モーターパーク
- 蒲郡競艇場

### 名所・旧跡
主な城郭
- 形原城 - 市指定史跡。
- 上ノ郷城 - 市指定史跡。

主な寺院
- 楠林山和合院安楽寺（三河七福神、火災に伴い参拝不可[54][55]）
- 龍田山長泉寺
- 正禱山長存寺
- 南海山永向寺
- 龍臺山天桂院
- 殉国七士廟（三ヶ根山）
- ガン封じ寺（西浦山西浦不動尊無量寺）
- 三谷弘法山金剛寺（子安弘法大師）
- 延命山 大秘殿[56] - 日本一の秘仏寺。馬堀法眼喜孝による日本一大きい磐鹿六雁命の画像（縦10m、横8m）がある。2014年9月閉館 。

主な神社
- 形原神社
- 小江神社
- 味耶稲荷
- 蒲郡三谷若宮
- 天白神社
- 砥神神社
- 白山神社
- 八百富神社
- 八劔神社
- 大宮神社
- 八王子神社
- 石山神社

- 形原神社
- 味耶稲荷
- 小江神社
- 蒲郡三谷若宮
- 天白神社
- 砥神神社
- 白山神社
- 八百富神社
- 八劔神社
- 御嶽神社
- 八王子神社

その他
- 竹島
- 竹島園地（藤原俊成卿像）
- 乃木山（乃木将軍像）[57]
- 清田の大クス
- 万葉の小径[58]

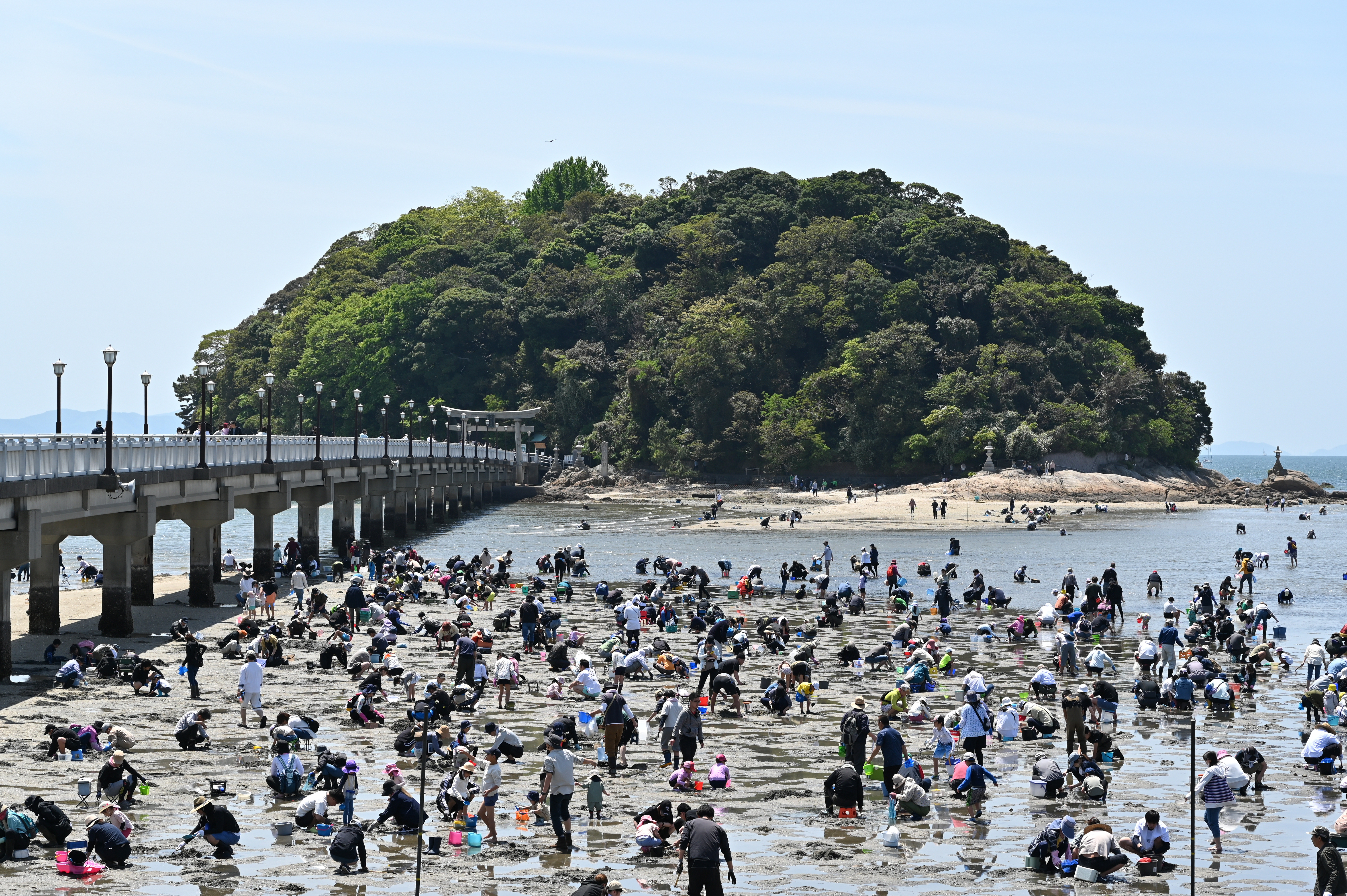
竹島での潮干狩りの様子

- 蒲郡クラシックホテル（旧蒲郡ホテル、旧蒲郡プリンスホテル） - つつじの名所でもある。

### 観光スポット
主なレジャー
- 三河大島（海水浴場）
- 西浦パームビーチ（海水浴場）
- 蒲郡オレンジパーク

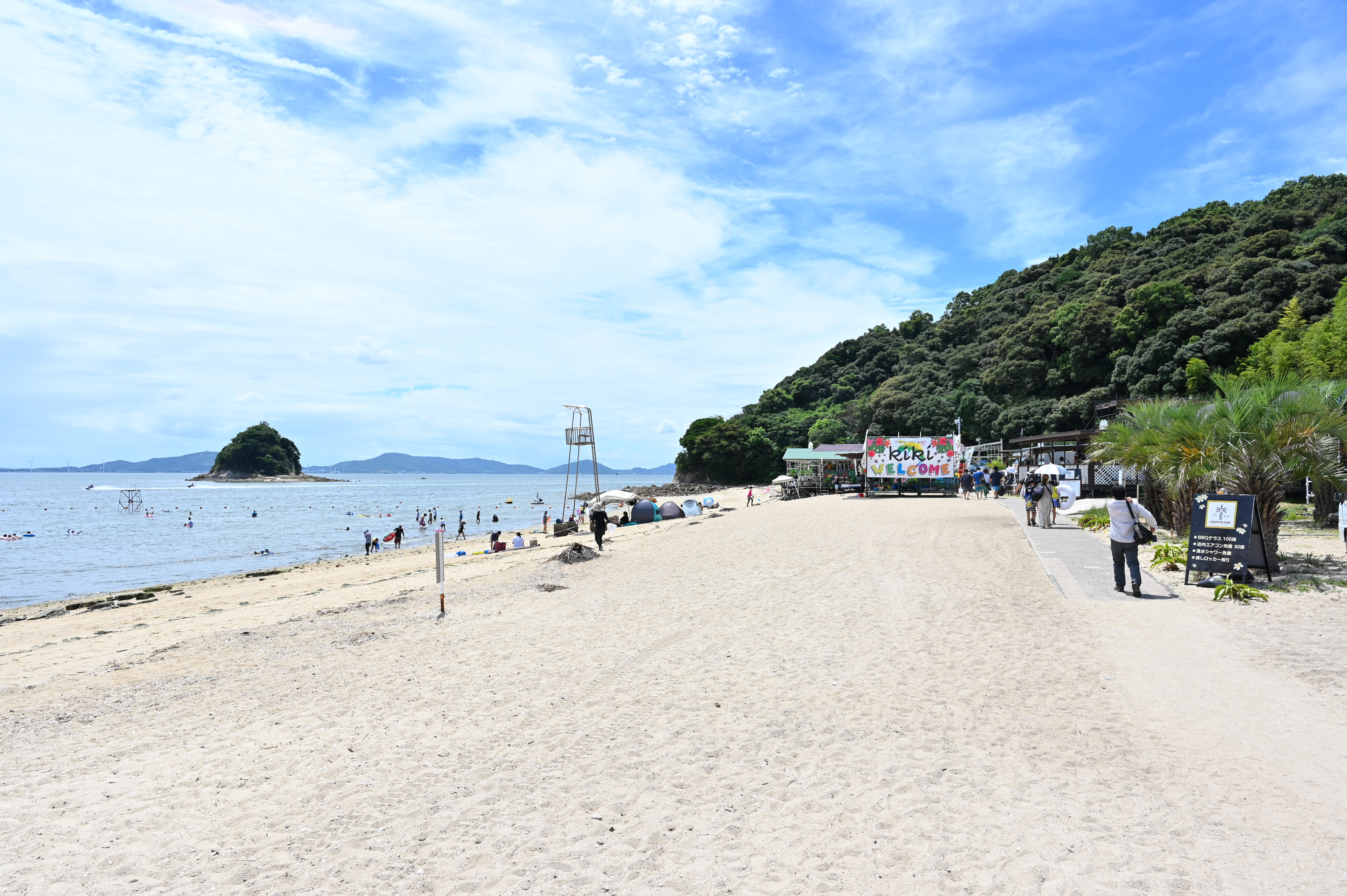
三河大島

- 竹島ファンタジー館 - 2014年（平成26年）8月に蒲郡ファンタジー館を改称して改装オープン。
- ラグーナテンボス - 2014年8月1日にラグーナ蒲郡より改称。
  - ラグナシア
- スパ西浦モーターパーク
- 蒲郡競艇場
- 竹島水族館

温泉郷
- 三谷温泉
- 蒲郡温泉
- 形原温泉 - 6月頃の補陀寺周辺のあじさいの里が有名である。
- 西浦温泉

## 文化

### 祭事･催事

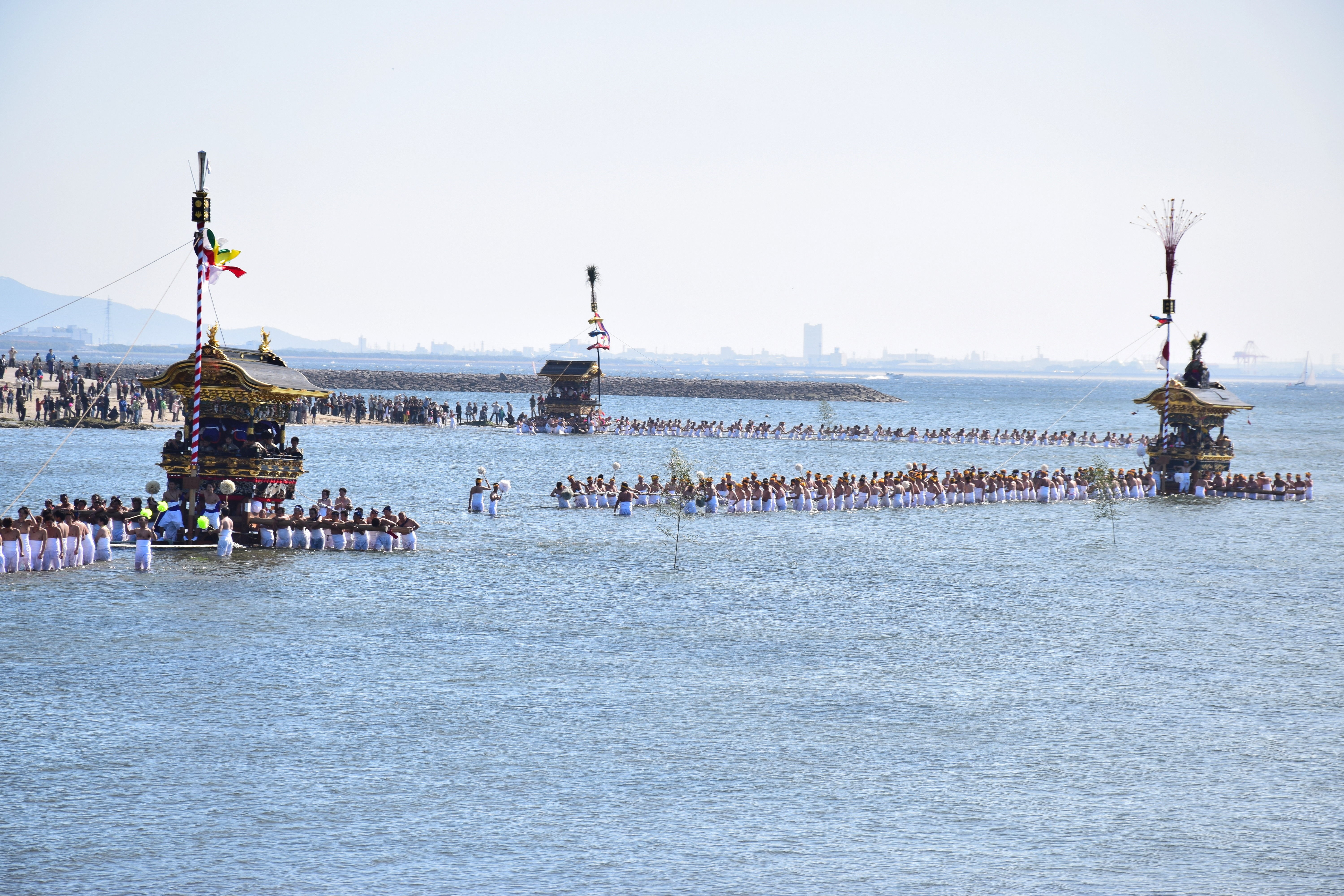
三谷祭

- 蒲郡まつり - 通常、毎年7月の最終土曜日、日曜日に行われる。土曜日は蒲郡市中心部の歩行者天国、日曜日は夜に「納涼花火大会」が行われ、約4,000発の花火が打ち上げられる。また、太平洋岸では最大級の正三尺玉花火（直径90cm、開いたときの直径は650m）が3発打ち上げられる[59]。2020年はオリンピック開催による警備員不足に伴い、10月の開催となる。
- 三谷祭 - 毎年10月の第4日曜とその前日、又は第3日曜とその前日のどちらかで開催される。日曜日に行われる中区、上区、北区、西区の各区の山車が海中を通る、海中渡御が名物である。海中渡御が復活してから、開催日はその年の潮位に合わせて開催する日を決めている（カレンダーによっては、第3土曜と第4日曜の開催となる場合があるため、第何週目は日曜日で言う）。
- 八百富神社 本社例大祭 - 毎年10月の第3土曜日、日曜日に行われる[60]。
- チャラボコ[61] - 蒲郡には24の保存会があり、それぞれの保存会によってそれぞれの神社への奉納されている（平成15年時）。基本的には4本柱の屋形車、もしくは舟型の山車に、大胴（大太鼓）1、コジメ（小太鼓）2、笛1で構成される。笛の音に合わせて、竹の細長いバチで打ち鳴らされる。名前の由来は太鼓の音からと言われている[62]。
- 福寿稲荷ごりやく市[63] - 通常、毎年3月から5月、9月から11月の第4日曜日、西町薬證寺周辺の中央通りにて開催される。2004年（平成16年）9月26日に第一回が行われた。大道芸などいろいろな催しが行われる。
- あじさい祭り[64] - 毎年6月の1ヶ月間、形原温泉・あじさいの里に植栽された5万株のアジサイが咲く中で開催される。期間中は展示会・写真コンテスト・俳句会などのイベントが行われる。毎年、約10万人の来訪者がある。夜間はあじさいがライトアップされる。稀にゲンジボタル見ることが出来る。有料。
- つつじまつり[65] - 毎年4月下旬から5月上旬のゴールデンウィーク期間中、蒲郡クラシックホテルにある約3.4ヘクタールの園内に5種類のつつじ約3,000本が花を咲かせる中で開催される。有料。
- 三河湾健康マラソン大会[66] - 毎年2月中旬頃に行われる市民マラソン。フルマラソンではなく、3kmコース、10kmコースが設定されている。
- 蒲郡オレンジトライアスロン[67] - 毎年6月下旬頃に行われるNTTトライアスロンジャパンランキング対象の大会。

かつて行われていた祭り・イベント
- 銀座祭り - 1955年（昭和30年）から2007年（平成19年）まで、毎年7月初めの金、土、日の三日間、蒲郡銀座商店街（防火建築帯）にて行われていた祭り[68][69]。
- 全国ご当地うどんサミット[70] - 毎年11月上旬に開催。第1回から第3回まで滋賀県東近江市にて毎年9月下旬に催されていたが、第4回から第6回まで愛知県蒲郡市にて催されていた。それぞれの地域より応募してきた国産小麦を使用した「ご当地うどん」の日本一を決定する[71]。第7回から第9回までは埼玉県熊谷市にて催される[72]。

### 名物・名産

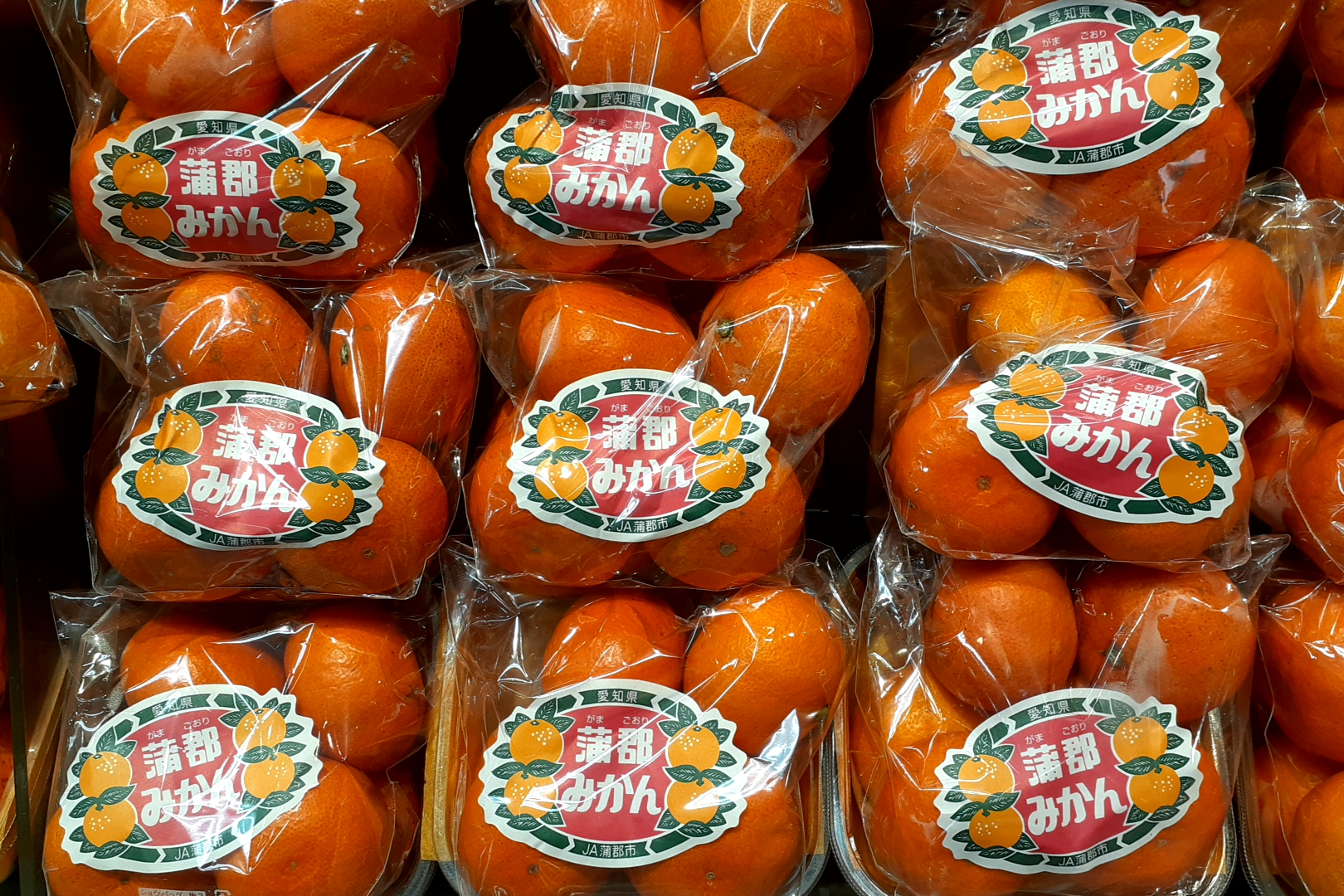
蒲郡みかん

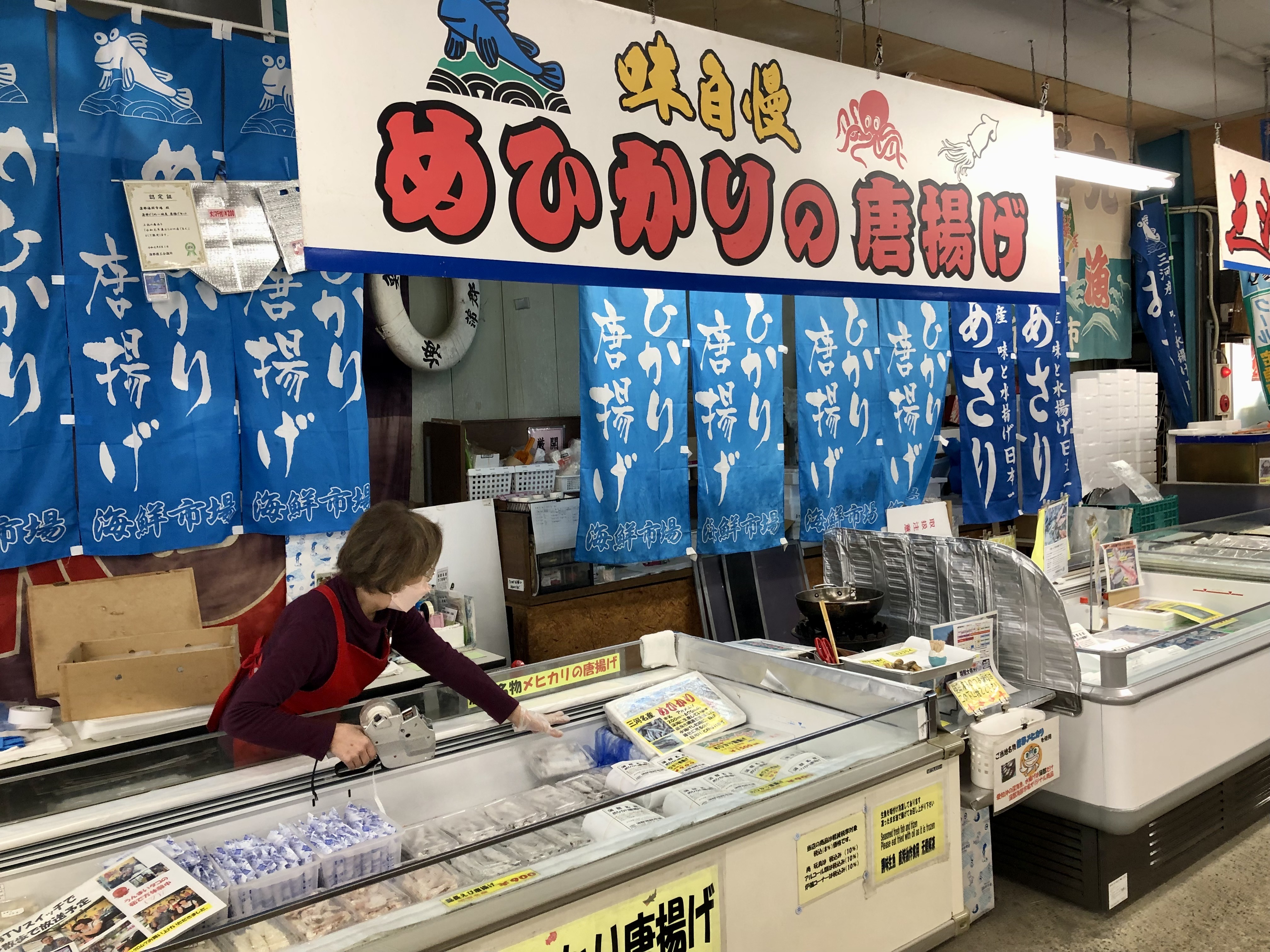
蒲郡海鮮市場で売られているメヒカリの唐揚げ

- 蒲郡みかん[73]・蒲郡温室みかん[73] - 温室みかんは、2006年まで単独農協として全国一の出荷量を誇っていた（2007年に佐賀県の4農協の合併で日本一の座から陥落し全国2位の出荷量である[74]）。10月から12月下旬にかけて「みかん狩り」行われている[75]。
- アカザエビ[73]
- アサリ[73][76]
- タカアシガニ - 竹島水族館のタカアシガニは、全国の水族館への供給源となっている[77]。
- ニギス[76] - 漁獲量が県下の95%を占める。
- メヒカリ[76] - 漁獲量が県下の95%を占める。
- イチゴ - 県下で最も早く出荷が始まる[78]。1月から5月上旬にかけて「いちご狩り」が行われている[75]。
- つま菊 - 刺し身のつまとして添える小型の菊。昭和25年より出荷開始[79]。
- マイクロトマト - 日本で流通しているマイクロトマトの唯一の生産地（平成25年時点）[80]。平成16年より出荷開始[79]。2008年7月「みかわっこ」で商標権を取得、2015年度より、蒲郡市の地域産業資源に指定された[81]。
- 胡麻油 - 竹本油脂のマルホン胡麻油。
- えびせんべい[73]
- ガマゴリうどん - 「2013年 第3回全国ご当地うどんサミット」グランプリ受賞[82][83]。原型は西浦漁港で炊き出しのうどんに地元産のアサリとワカメを入れたもの[84]。
- 繊維ロープ - 生産量日本一[85]。
- 三河木綿[73]

## 著名な出身者

### 政治・行政
- 鈴木茂三郎（衆議院議員、新聞記者、日本社会党委員長）
- 山本米治（参議院議員、自由党、自由民主党所属）[86]
- 福井勇（衆議院議員、参議院議員、名誉市民第1号[87]）
- 大場栄（大日本帝国陸軍大尉 歩兵第18連隊衛生隊長、蒲郡市議会議員、有限会社丸栄産業代表取締役）
- 寺村信行（国税庁長官、大蔵省銀行局長）
- 木俣昌久（第2代気象防災監）[88]
- 大嶽理恵（衆議院議員）

### 法曹
- 大隅健一郎（最高裁判事、京大教授、名誉市民[87]）
- 河井信太郎（東京地検特捜部検事）
- 内田雅敏（弁護士、社会運動家）

### 財界
- 近藤晴貞（一級建築士、西松建設社長、全国建設業協会会長）
- 畑中利元（実業家、ユザワヤ創業者）
- 大橋武夫（大日本帝国陸軍中佐・第53軍参謀・東部軍参謀など、実業家、東洋精密工業社長・相談役など、経営評論家）
- 稲吉正樹（実業家、ジー・コミュニケーション創業者、NOVAホールディングス代表取締役社長兼オーナー）
- 松山英夫（実業家、映画プロデューサー、大映専務取締役、ダイニチ映配社長）

### 文化人
学者
- 山川充夫（経済地理学者、帝京大学教授、福島大学名誉教授）

作家・画家
- 宮城谷昌光（直木賞作家）
- 平野啓一郎（芥川賞作家） - 出生後1歳まで過ごしたが、父の逝去に伴い母方の実家の北九州市八幡西区に転居
- 柘植久慶（作家、軍事評論家、コイン研究家）

映画関係者
- 鈴木英夫（映画監督）

漫画家
- 高信太郎（漫画家）
- 大橋裕之（漫画家）
- オダトモヒト（漫画家）

アニメーション製作
- 牧野竜一（アニメーター）
- 鈴木雅也（アニメーター）

その他の文化人
- 鳥居フミ子（日本文学・芸能研究者、東京女子大学名誉教授）
- 中村俊定（俳諧研究者）

### 芸能人
- 新間正次（タレント） - 出生は豊橋市
- 大河元気（俳優、声優）
- 木谷邦臣（俳優）
- 新井郁（女優、モデル）
- 竹内夕己美（女優、声優、ナレーター、アナウンサー）
- 珠城りょう（元宝塚歌劇団月組トップスター）
- しがせいこ（シンガー、女優、タレント）
- 木下尊惇（フォルクローレギタリスト）
- 天野鳶丸（ボーカリスト、ギタリスト） - 出生は半田市
- 松井恵理子（声優） - 出生は名古屋市中村区
- 鈴木香音（歌手、元アイドル/元モーニング娘。）
- 佐野玲於（ダンサー、俳優） - 出身は東京都

### メディア関係者
- 鈴木康之（アナウンサー）
- 天野なな実（フリーアナウンサー。元チューリップテレビアナウンサー、元テレビ愛知アナウンサー）
- 伊藤彰記（テレビドラマ演出家）

### スポーツ選手
- 玉の海正洋（大相撲第51代横綱）
- 鳳凰倶往（大相撲力士）
- 和晃敏郎（大相撲力士）
- 細江純子（JRA初の女性ジョッキー・現競馬ジャーナリスト）
- 伊藤寛士（社会人野球選手）
- 伊藤康祐（プロ野球選手）
- 井上登（プロ野球選手）
- 千賀滉大（メジャーリーグ）ニューヨーク・メッツ所属,東京オリンピック 野球日本代表（金メダルを獲得）
- 加藤康弘（プロサッカー）
- 安野努（清水エスパルスフィジカルコーチ、アスレティックトレーナー、サッカー指導者）
- 船井照夫（陸上競技選手）- 1964年東京オリンピックにて10000mの代表選手として出場
- 斎藤譲（プロレスラー）

### その他
- 佐奈田桂（三河湾伊勢湾海難救助隊隊長）
- お田鶴の方
- 鼠子僧次郎吉 - 西之郡村（現在の神明町）生まれとの説がある。現在、母親によるものとされる墓が神明町の委空寺に存在する。

## 大使・PRキャラクターなど
観光大使
- しがせいこ（蒲郡市観光大使：2012年7月28日 - ）[89]
- 加藤康弘（蒲郡市観光大使：2015年12月28日 - ）[89]
- 千賀滉大（蒲郡市観光大使：2017年12月27日 - ）[89]
- 大橋裕之（蒲郡市観光大使：2020年3月22日 - ）[89]
- 珠城りょう（蒲郡市観光大使：2022年9月24日 - ）[89]
退任
  - サムタイムズ（蒲郡市観光応援隊西浦温泉パームビーチ隊長：2012年6月1日 - 8月31日、蒲郡市観光大使：2012年9月1日[90] - 2017年12月26日[注 5]）

特別観光大使
- 滝富夫（蒲郡市特別観光大使：2020年3月2日 - ）[89]

PRキャラクター
- ハートム[91]
蒲郡市役所、蒲郡市政のマスコットキャラクター。1995年11月、「人にやさしい街づくり」事業の一環として「やさしさ」を表現したマスコットキャラクターを全国公募[92]。応募総数913点の中からハートの形をした体に手足があり、左手には蒲郡のGを先端にあしらった短杖を持ち、頭部には双葉が飾られたキャラクターが選ばれた[91]。その後、名称も市内へ募集をかけ、1996年7月に総数860通の中からハート（心）とドリーム（夢）を由来とする「ハートム」に決定した[91]。主に行政機関で使用されている。
- ガマゴリラ[93][94]
1980年代前半、蒲郡競艇のTVCMキャラクターとして登場。ゴリラをモチーフとしたキャラクターで「ボク、蒲郡のガマゴーリラ」というセリフがある。2013年7月に開催された蒲郡まつりにて約30年ぶりの復活を果たした。ゆるキャラグランプリに登録されており、ゆるキャラグランプリ2014では1699体中1341位であった[95]。
- トトまる[96][97]
1999年5月に蒲郡市が主催している蒲郡競艇にてナイター競走開始するにあたってコンペにより決定した半魚人のマスコットキャラクター。名前は公募にて決定した。ゆるキャラグランプリにも登録されており、ゆるキャラグランプリ2014では1699体中42位であった[98]。
- こんきち[63]
2004年6月から開催されている福寿稲荷ごりやく市のマスコットキャラクター。「ごりやく」からお稲荷様をモチーフにしたキツネのキャラクターとなっている。
- ぴか丸くん[99]
2010年4月に全国から応募のあった126点から選ばれた蒲郡メヒカリのPRキャラクター。同月、公募にて名前が決定した。
- がまちゃんファミリー[100]
2015年2月に誕生した蒲郡信用金庫のマスコットキャラクター[101]。カエルをモチーフにしたキャラクターで「がまちゃん」「がまちゃんパパ」「がまちゃんママ」で構成されている。ゆるキャラグランプリ2018では「企業・その他ゆるキャラ部門」で402体中33位であった[102]。
- タケアシくん[103]
竹島水族館のマスコットキャラクター。アシカをモチーフにしている。
- 蒲郡みゆ[104][105]
ほの国活性化を目的とした東三河PR萌えキャラクター「穂の国娘。」の一人。名前の由来は三河湾の「海」と蒲郡温泉郷の「湯」から。2014年4月に「穂の国娘。」に追加され、2014年6月に行われた「第2回穂の国娘。ご当地アイドル声優公開オーディション」により夏目怜奈に声優が決定した。日に焼けて褐色になった肌に水色の髪という風貌をしており、水色のキャミソールの上にノースリーブの前開き式セーラー服、キュロットスカートと水兵帽を着用している。三河弁を話す。一人称は「ボク」[106]。キャラクターソング『やりすぎサマー』があり、イベントなどで販売されている[107]。2018年11月11日をもって「穂の国娘。」の活動を終了した[108]。

## 蒲郡市を舞台にした作品

### 映像
- 「わたのまち、応答セヨ」（岩間玄監督、土屋敏男プロデュース）
当地の伝統的繊維産業である三河木綿を題材としたドキュメンタリー映画。2025年公開。
- 「空白」（吉田恵輔監督、古田新太･松坂桃李主演）
2020年3月から4月に蒲郡を中心にロケ。2021年公開予定。
- 「ゾッキ」（大橋裕之原作、竹中直人監督、山田孝之監督、齊藤工監督）
2020年2月に蒲郡を中心にロケ。2021年公開予定。
- アニメーション映画「音楽」（2019年、大橋裕之原作、岩井澤健治監督。駒井蓮･坂本慎太郎 他出演）
- 「ハゲタカ」（2018年、真山仁原作、和泉聖治監督、綾野剛主演、沢尻エリカ）
2018年5月、7月に蒲郡クラシックホテルにて撮影（日光の設定）、エキストラとして市民が参加。
- 「少女」（2016年、湊かなえ原作、三島有紀子監督、本田翼・山本美月主演、稲垣吾郎、真剣佑、児嶋一哉、佐藤玲）
2015年11月に太陽の家、形原漁港、竹島にて撮影。
- 「なけもしないくせに」（2016年、井上真行監督、池田大･岡部たかし 他出演）
2015年6月から7月、オール蒲郡ロケ。
- 「超絶☆絶叫ランド」（SUPER☆GiRLS主演）
2013年6月、ラグーナ蒲郡、ラグナシアを舞台にして撮影された。DVD-BOX、Blu-ray-BOXが発売されている。
- 「ガマゴリ・ネバーアイランド」（天野千尋監督、川田（ガレッジセール）、内田流果、大谷澪、ゴリ（ガレッジセール）、間寛平出演）
2012年3月沖縄国際映画祭の地域発信型プロジェクト作品。全てのロケを蒲郡で行った。DVD「地域発信型映画〜あなたの町から日本中を元気にする! 沖縄国際映画祭出品短編作品集〜Vol.2」に収録されている。
- 「ちゃんと伝える」（園子温監督・脚本、AKIRA主演）
2009年、蒲郡市市民病院（父の入院先）、蒲郡名店街（交番）、蒲郡市葬儀場（葬儀の風景）などがロケで使用された。DVDが発売されている。
- 「華麗なる一族」（山崎豊子原作、木村拓哉主演）
2007年、蒲郡プリンスホテル（現・蒲郡クラシックホテル）が第3話のロケで使用される。山本耕史と山田優がお見合いをした「ヴィラ舞子浜」として撮影された。DVDが発売されている。
- 「ファンタスティポ」（堂本剛・国分太一主演）
2003年9月28日から10月5日にかけてフィルムコミッションの一環として蒲郡情報ネットワークセンターを中心に撮影が行われた。撮影中は施設利用制限や市民利用証の新規発行の一時中止などを行った。DVDが発売されている。
- 「ゲロッパ!」（井筒和幸監督、西田敏行・常盤貴子主演）
2003年1月5日から1月15日まで蒲郡市内で撮影。1月7日にはラグーナ蒲郡での撮影のためラグナシアの営業時間が短縮され、市民エキストラが撮影に参加した。DVDが発売されている。
- NHK銀河テレビ小説「やどかりは夢をみる」（宮崎美子・三浦浩一主演）
1983年（昭和58年）9月25日から三谷町を中心に撮影、エキストラとして市民が参加した。
- 「ウルトラセブン」（第46話 ダン対セブンの決闘）
1968年、舞台は伊良湖岬だが、宿泊施設に「三谷温泉」が登場。DVD「ウルトラセブン Vol.12」に収録されている。
- 「彼岸花」（小津安二郎監督）
1958年（昭和33年）に蒲郡ホテル（現・蒲郡クラシックホテル）で撮影が行われた。DVD、Blu-rayが発売されている。

### 文学
- 「魔法の用心棒ミオ!」[109]（あらいりゅうじ著）
1997年に電撃文庫から発売されたライトノベル。主人公が蒲郡出身となっている[110][111]。
- 「女の勲章」（山崎豊子著）
1961年に発表された小説。登場人物が蒲郡ホテル（現・蒲郡クラシックホテル）に宿泊する場面がある。
- 「宴のあと」（三島由紀夫著）
1960年に発表された長編小説。主人公の新婚旅行先が蒲郡に設定されている。
- 「にっぽん製」（三島由紀夫著）
1953年三島由紀夫の長編小説。登場人物が蒲郡ホテル（現・蒲郡クラシックホテル）に宿泊する場面や竹島を散策する場面がある。
- 「無事の人」（山本有三著）
1948年に発表された長編小説。文中に「目の前には、緑の海が美しく広がっていた。遠くに、かすみのように、淡くたなびいて見えるのは、このうち海を抱いている渥美半島であろう。あちこちに、いくつも島がちらばっている。近くには、竹島がくっきりと姿をあらわしていた。」と蒲郡から見た三河湾の情景が記されている。
- 「細雪」（谷崎潤一郎著）
1942年〜1948年に執筆された長編小説。三女雪子が大垣方面での見合いの帰りに、蒲郡まで旅行をするシーンがある。
- 「驢馬に乗る妻」（川端康成著）
1925年に発表された短編小説。小説の終わりに「丘の南は四月のやうに霞んで見える、二つの半島に抱かれた、暖かい蒲郡の海だ。鶴が鳴いた。」とある。
- 「火華」（菊池寛著）
1922年に発表された長編小説。「蒲郡の海！ それは、瀬戸内海の海のやうに静かだ。低い山脈に囲まれ、その一角が僅かに断れて、伊勢湾に続いて居る。風が立つても、白い波頭が騒ぐ丈で、岸を打つ怒濤は寄せては来ない。」との冒頭の文から始まり、料理旅館・常磐館（蒲郡ホテルの母体）を舞台にした物語が展開する。

### 楽曲
- 蒲郡音頭
作詞は西条八十、作曲は中山晋平。蒲郡保勝会（現在の蒲郡市観光協会）が主体となってレコードを製作し、1934年12月にビクターレコードより発売された。その後、復刻として1990年に蒲郡市が主導になり、日本コロビアムにてCDが作成された。こちらは一般販売されていない。蒲郡市役所観光商工課や蒲郡市立図書館などでCDの貸し出しが行われている[50][112][113]。
- 蒲郡ふるさと音頭
作詞は北村桃児（三波春夫のペンネーム）、作曲は遠藤実 、只野通泰。1974年に完成し4月にテイチクレコードから発売された。蒲郡市役所観光商工課にてCDの貸出を行っている[50][113]。
- 大好きな風景
作詞・作曲・編曲は天野久美子。1990年に復刻した蒲郡音頭のC/Wに収録されている。1994年に開催されたわかしゃち国体の蒲郡市のイメージソングに採用された[112][113]。
- 囲鼓舞歌-ikomaika-
作詞・作曲は新實広己。竹島地区のよさこい踊りの団体「いこ舞がまごおり」からの依頼で2001年に制作された。中央通り祭りで一度だけ使用されている。CDは発売されていない[113]。
- 鉄道唱歌
鉄道唱歌 第一集 東海道編の三十番に「豊橋おりて乗る汽車は これぞ豊川稲荷道 東海道にてすぐれたる 海のながめは蒲郡」とある[114]。
- 東海道唱歌
二十八番に「渥美半島渥美湾 ながめて過ぐる蒲郡 岡崎町に名高きは 八丁味噌に矢矧川」とある[114]。
- 新鉄道唱歌 鉄道省編
「翠巒うつす渥美湾 海光明るき蒲郡」とある[114]。
- 新鉄道唱歌 日本放送協会編
東海道二編 四番に「弁天島の真帆片帆 浜名湖過ぎて豊橋や 稲荷詣の客下りて 島影すずし蒲郡」とある。